# Lupin
Lupinus
Pour les articles homonymes, voir Lupin (homonymie).
Genre
Lupinus, les lupins, est un genre de plantes à fleurs dicotylédones de la famille des Fabaceae (ou légumineuses), sous-famille des Faboideae, originaire des régions tempérées de l'Ancien Monde (bassin méditerranéen, Afrique orientale) et du Nouveau Monde (Amérique du Nord et du Sud), qui regroupe plus de 600 espèces acceptées. Ce sont des plantes herbacées annuelles ou vivaces, ou plus rarement des arbrisseaux lignifiés. Elles se caractérisent notamment par la richesse en protéines de leurs graines (jusqu'à 50 %), mais beaucoup de ces espèces sont toxiques, du fait de la présence d'alcaloïdes, notamment dans les graines.
Certaines espèces (Lupinus mutabilis Lupinus mutabilis, Lupin bleu à feuilles étroites Lupinus angustifolius, Lupin blanc Lupinus albus et Lupin jaune Lupinus luteus)
sont cultivées depuis plus de 4 000 ans pour leurs graines destinées à l'alimentation humaine ou animale, mais aussi pour leur capacité à améliorer les sols et comme plantes ornementales. Leur culture s'est sensiblement développée pour l'alimentation animale dans les dernières décennies, en particulier en Australie, grâce à la sélection de lupins « doux » à très faible teneur en alcaloïdes.
Certaines espèces sont consommées traditionnellement en alimentation humaine dans les régions méditerranéenne et andine.

## Étymologie
Le nom générique, Lupinus, est le nom latin de ces plantes qui dérive de lupus, le loup. Il signifie « herbe au loup », c'est-dire, selon le philologue Jacques André, « mordante comme le loup », en référence à la légendaire amertume de ses graines dans l'Antiquité,.

## Caractéristiques générales

### Port de la plante

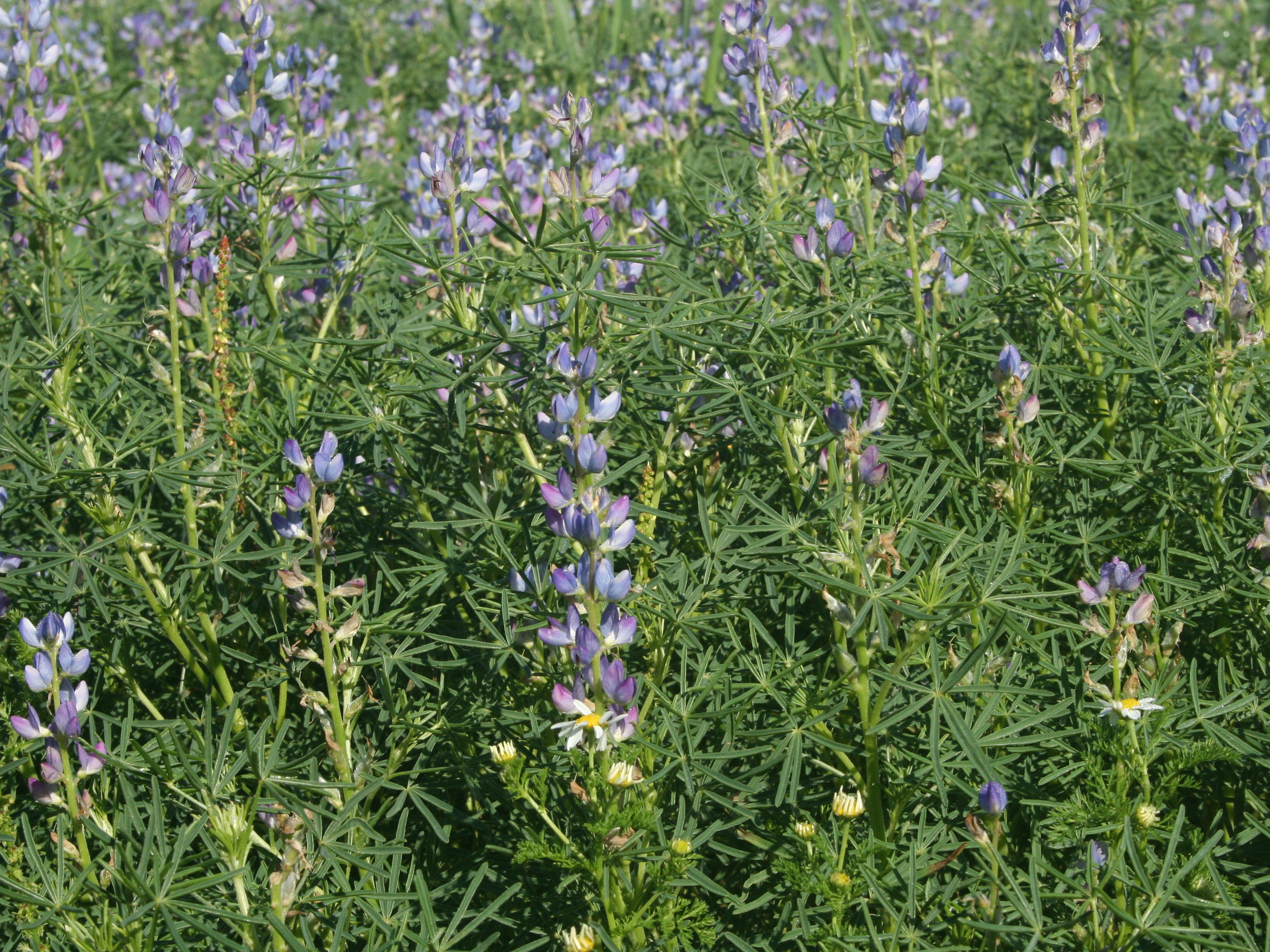
Lupinus angustifolius.
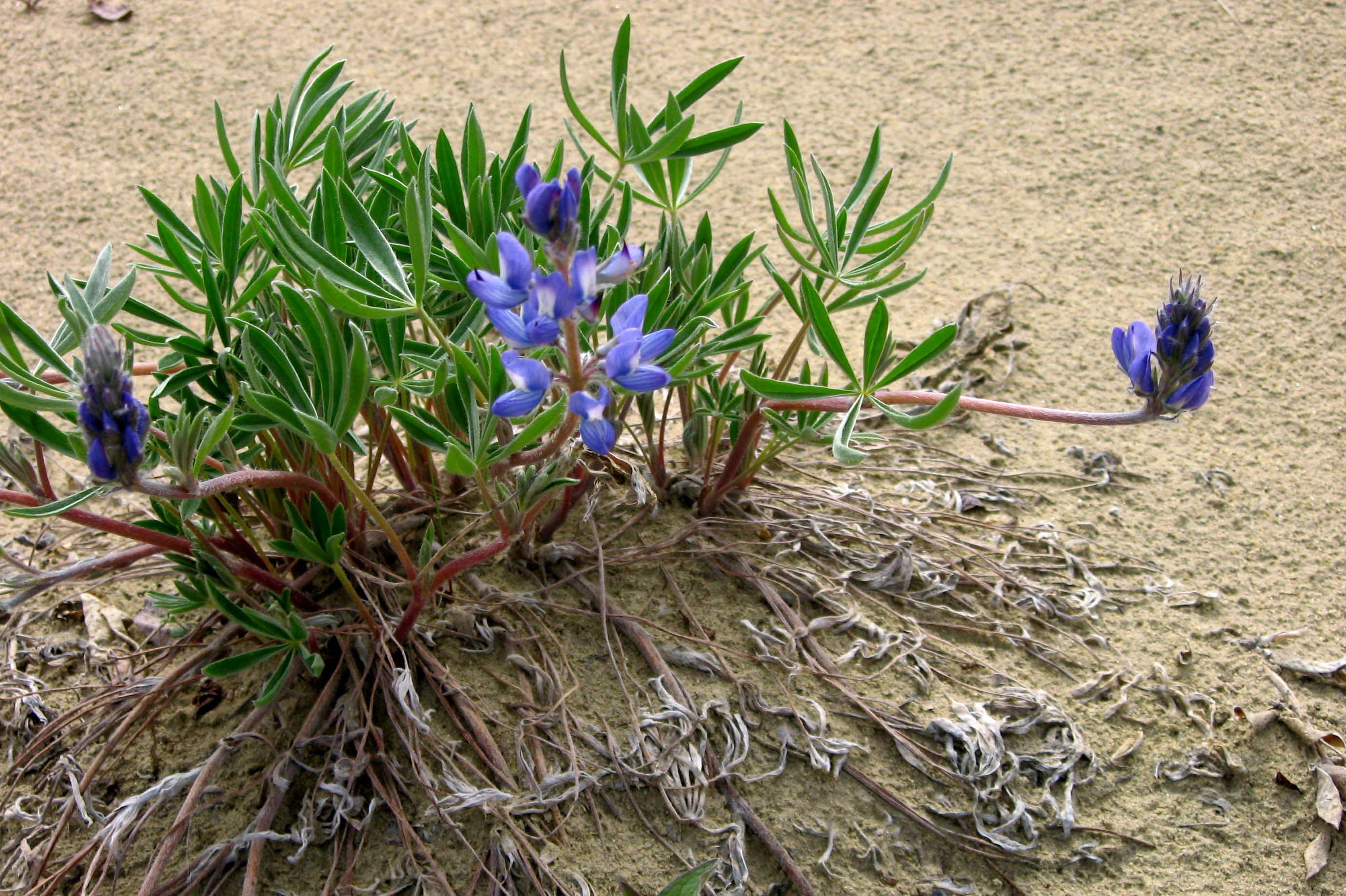
Lupinus arcticus.
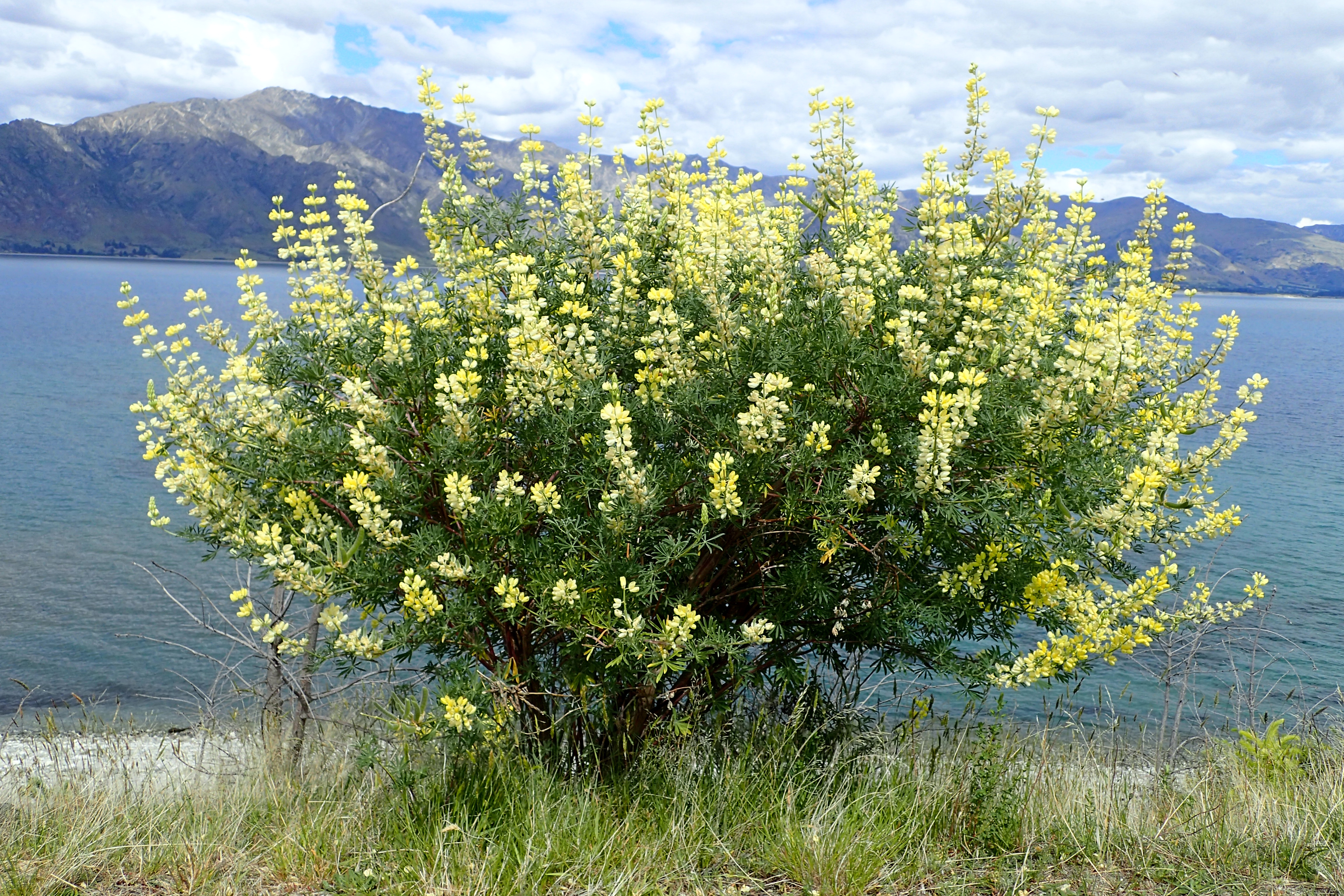
Lupinus arboreus.
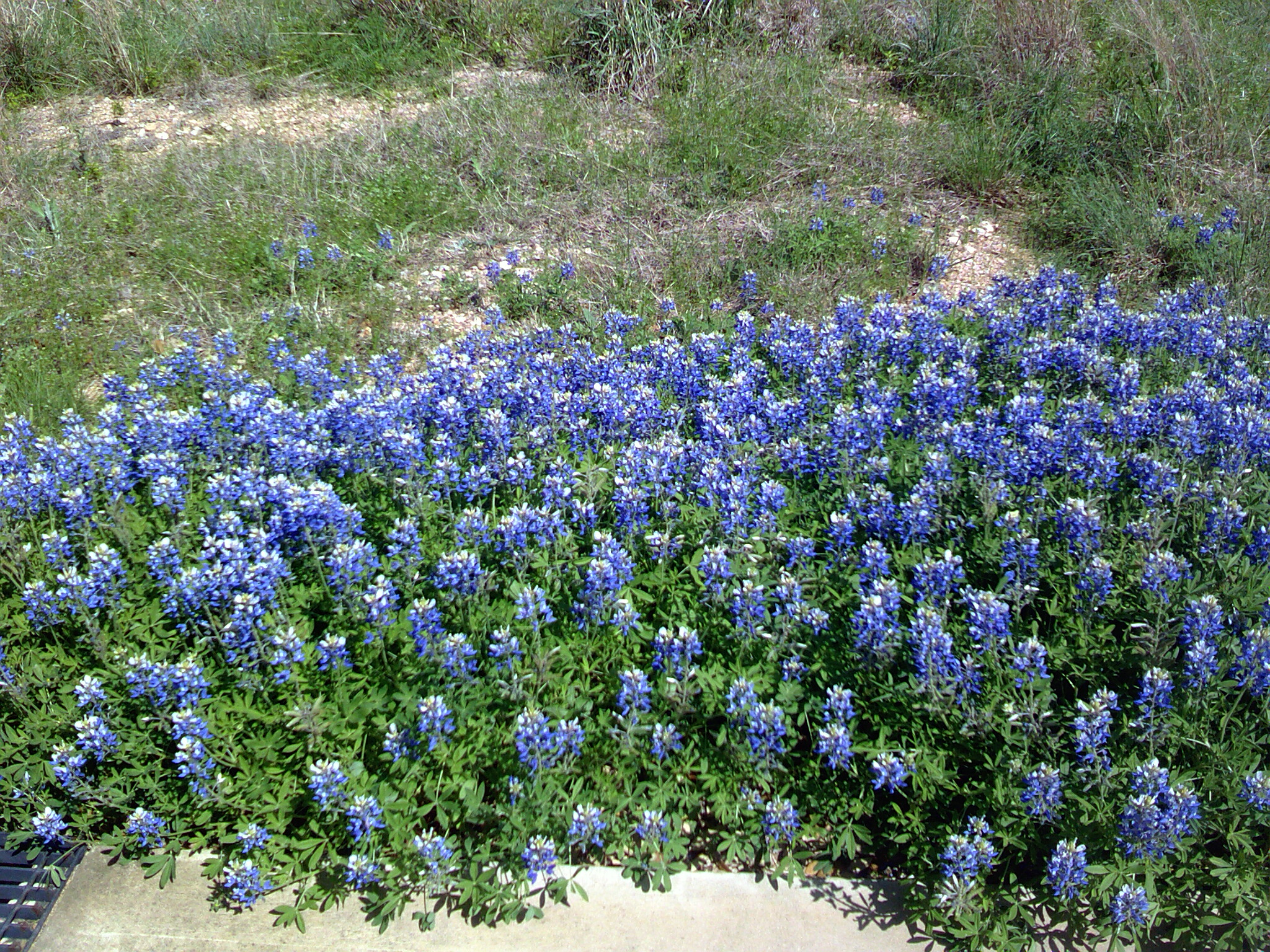
Lupinus texensis.
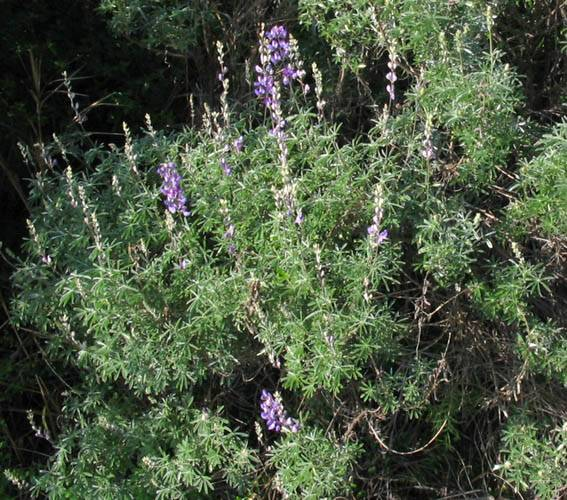
Lupinus longifolius.

Les lupins présentent une très grande diversité morphologique, allant de plantes herbacées annuelles ou vivaces, qui peuvent être petites, acaulescentes ou prostrées, ou plus grandes, à port dressé, avec des tiges florales solides atteignant un mètre de haut, voire plus, ou bien plus rarement des arbrisseaux lignifiés ou des arbustes allant jusqu'à 5 mètres de haut, voir exceptionnellement des arbres atteignant 8 mètres de haut, comme c'est le cas de l'espèce mexicaine Lupinus jaimehintoniana,.

### Appareil végétatif
Chez les lupins, le système racinaire est de type pivotant, avec des racines latérales plus ou moins développées. La morphologie des racines peut varier selon les caractéristiques du sol. La racine principale peut atteindre une profondeur de 1 à 2 mètres, notamment dans des sols sableux profonds.
Les racines, surtout la racine principale, présentent des nodosités qui sont le siège de la symbiose avec des bactéries du genre Bradyrhizobium fixatrices de l'azote atmosphérique.
Dans les sols carencés en phosphore ou en fer, des racines en grappes ou racines protéoïdes peuvent se former pour favoriser l'absorption des nutriments.
Les feuilles, de couleur vert tendre ou vert grisâtre, sont typiquement composées palmées, avec de 5 à 17 folioles, parfois simples ou trifoliées. Les folioles sont de forme très variable selon les espèces. Elles sont notamment ovales oblongues, obovales, linéaires étroites, calcéolées, etc., et sont plus ou moins densément couvertes de poils à trois cellules argentés. Les feuilles présentent un pétiole long muni de stipules adnées à la base,.

### Appareil reproducteur
Chez la plupart des espèces de lupins, les fleurs nombreuses sont groupées en grappes terminales, ou insérées en opposition aux feuilles, comprenant un axe dressé sur lequel les fleurs sont insérées en verticilles plus ou moins denses. La floraison est ascendante, les fleurs du bas s'épanouissant en premier.
Les fleurs, hermaphrodites, à symétrie bilatérale (zygomorphes), ont 1 à 2 cm de long et se composent d'un calice de 5 sépales soudés, d'une corolle de 5 pétales plus ou moins libres, d'un ovaire et d'un pistil et de 10 étamines.
Le calice est profondément bilabié, les lobes supérieurs étant séparés ou partiellement soudés ; la lèvre inférieure est entière ou présente trois dents courtes. La corolle, de type papilionacé, a des couleurs variées, souvent panachées. Le pétale le plus élevé est l'étendard qui présente une griffe courte et un limbe large, dont les côtés sont souvent partiellement réfléchis lors de l'anthèse. Les pétales latéraux sont les ailes, larges, souvent adhérentes sur le bord, qui enveloppent généralement la carène, formée des deux derniers pétales soudés. À l'intérieur de la carène, se trouvent l'ovaire et les étamines. L'ovaire, généralement sessile, long, étroit et en forme de gousse, qui contient 2 ou plusieurs ovules. Le style incurvé, est glabre, excepté parfois un anneau de poils en dessous du stigmate terminal.
Les dix étamines, disposées en deux cercles de cinq, sont concrescentes et forment un tube fermé, avec des anthères alternativement longues ou brèves,.
Les fruits des lupins sont des gousses déhiscentes, plus ou moins aplaties latéralement, droites ou arquées dans le sens de la longueur, souvent resserrées entre les graines. Leur surface est rugueuse et leur couleur varie de blanc crème à brun ou noir. Chez certaines espèces les gousses s'égrènent facilement, tandis que chez d'autres elles s'égrènent peu voire pas du tout (signe de domestication).
Les graines de lupin, sphéroïdales allongées, sont très variables en taille et en couleurs. Leur surface peut être lisse ou rugueuse. Elles présentent un hile petit. À l'intérieur de la graine, l'embryon plié se trouve au sommet des cotylédons dans lesquels sont stockés les nutriments. Les feuilles primordiales sont opposées,.

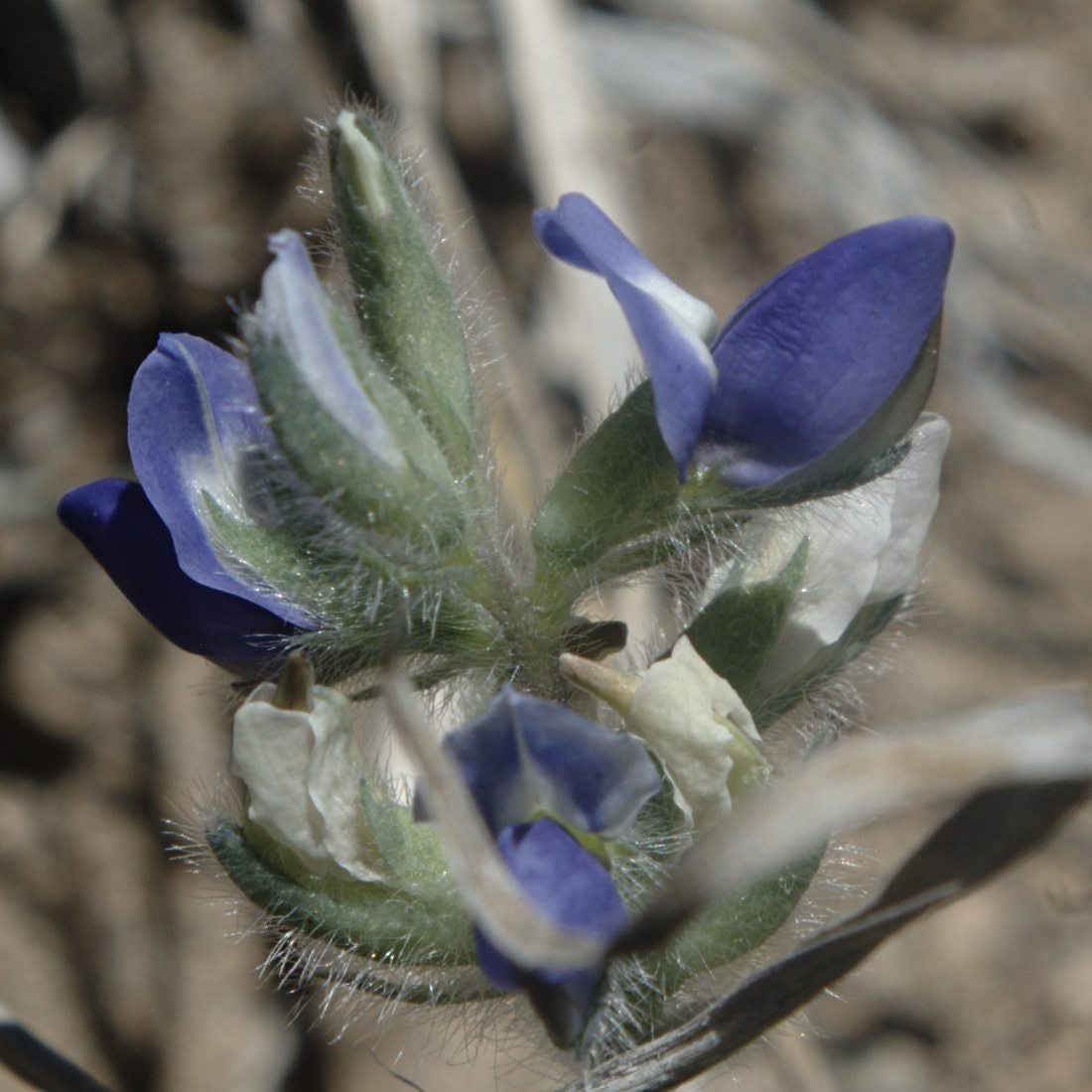
Fleurs de Lupinus kingii.
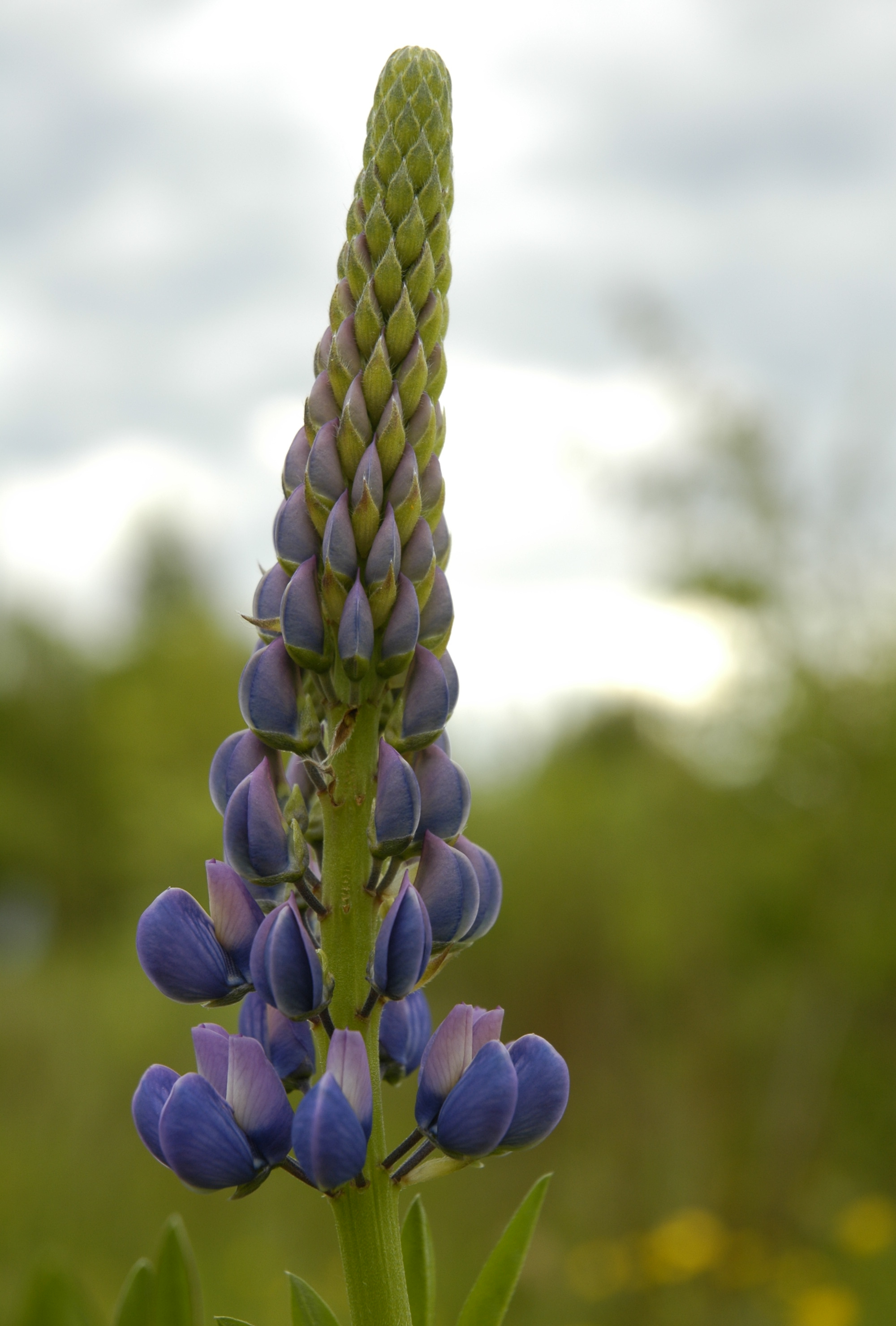
Inflorescence (Lupinus angustifolius).
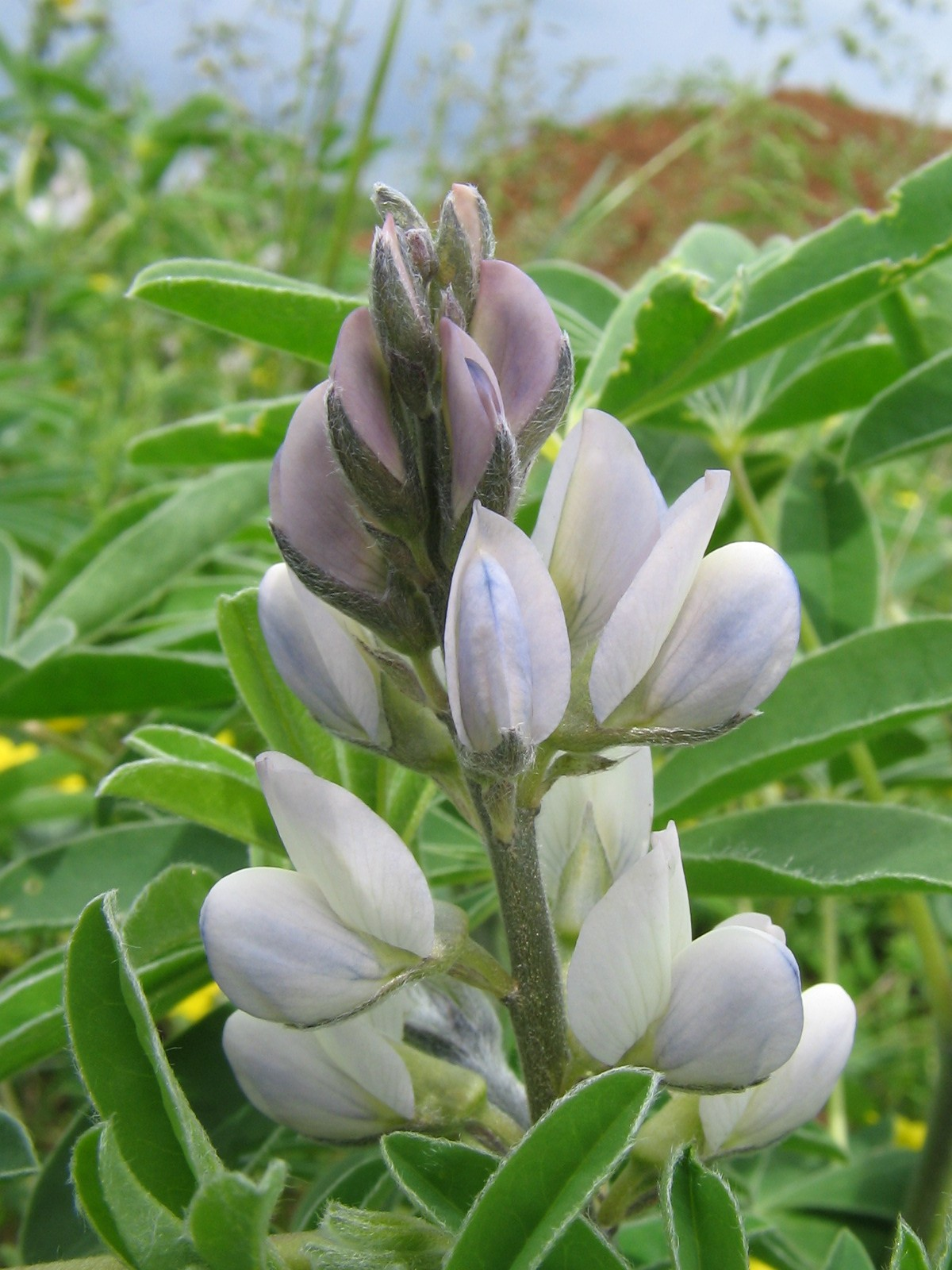
Fleurs.
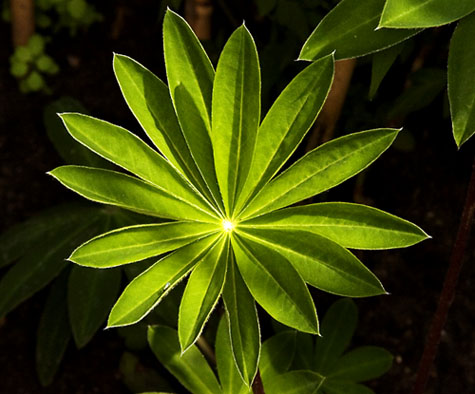
Feuille.
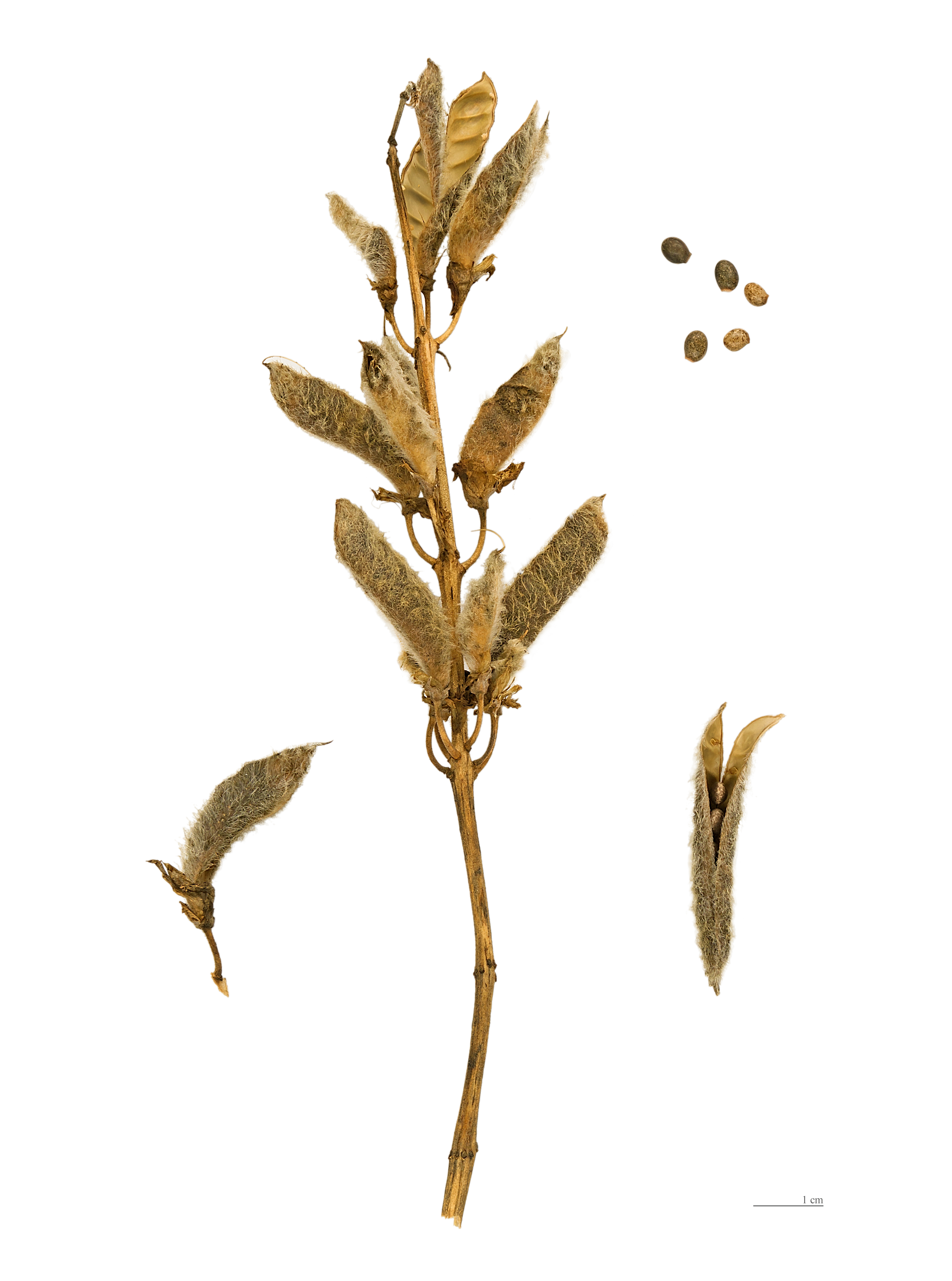
Cosses et graines.
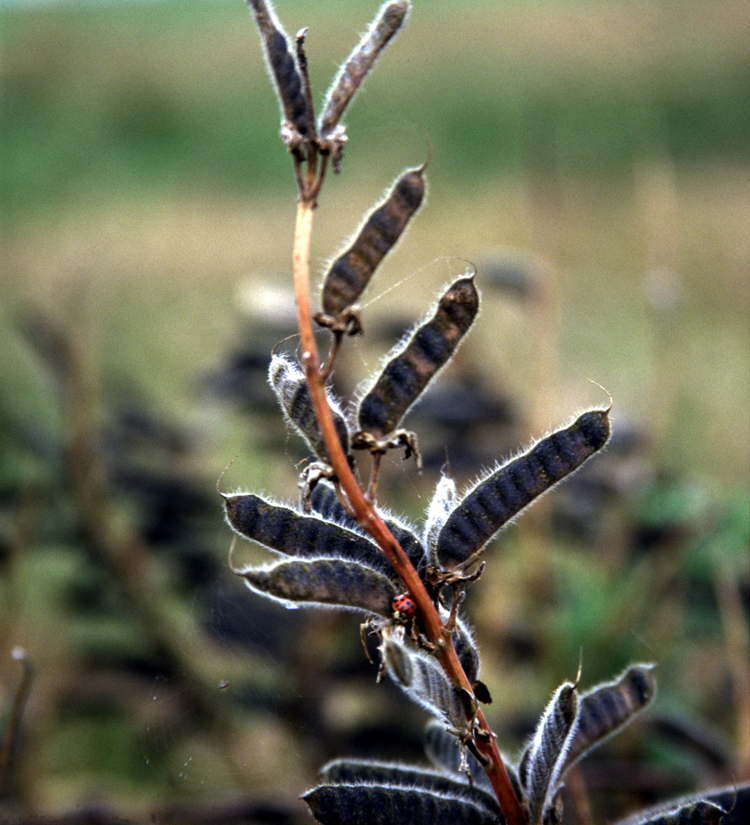
Gousses de Lupinus rivularis à maturité.
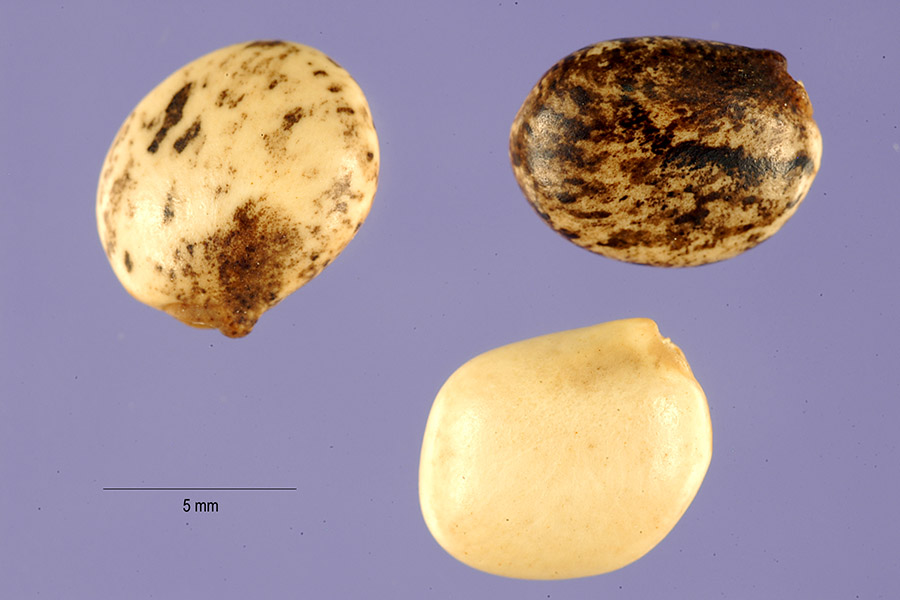
Graines de lupin des Andes (Lupinus mutabilis).

### Cytologie
Le nombre chromosomique de base est très variable au sein du genre Lupinus, notamment entre le petit groupe des espèces de l'Ancien Monde et celui des espèces du Nouveau Monde, et cette diversité est difficile à expliquer.
Chez les espèces de l'Ancien Monde, il existe une série de nombres chromosomiques de base (x = 5, 6 ou 9, 7, 8 et 13) se traduisant par une diversité de nombre de chromosomes somatiques variant entre 2n = 32 et 2n = 50.
Chez les espèces du Nouveau Monde, le nombre chromosomique de base x = 6 prédomine et on constate une faible variabilité du nombre de chromosomes somatiques, la valeur 2n = 48 étant très fréquente.

## Composition chimique

### Macronutriments
Les graines de lupin comprennent une enveloppe externe, le tégument et une partie interne, les cotylédons. Le tégument est relativement épais chez les lupins et représente de 25 % (Lupinus angustifolius) à 15 % (Lupinus albus) du poids de la graine.
Elles contiennent des macronutriments intéressants. Elles ont une forte teneur en protéines, des fibres, surtout présentes dans le tégument externe, des glucides, mais généralement pas d'amidon, des matières grasses et des minéraux.
La teneur en protéines des graines issues du décorticage commercial est de 35 % pour le cotylédon et de 7 à 10 % pour les enveloppes. Ces protéines sont déficientes en acides aminés soufrés tels que la cystéine et la méthionine. La teneur en matières grasses brutes est de 9,1 % et 5,8 % dans les enveloppes et de 11,4 % et 6,6 % dans les cotylédons respectivement chez L. albus et L. angustifolius. Chez L. albus, la composition des matières grasses est similaire à celle d'huiles comestibles, comme les huiles de colza et de moutarde. L'huile tirée du lupin blanc contient de 1,5 à 2,7 % d'acide érucique.
La teneur en fibres brutes est élevée dans l'enveloppe de la graine (14,9 % chez L. angustifolius et 10,3 % chez L. albus).
Les glucides ont une composition différentes dans l'enveloppe et dans les cotylédons. Dans l'enveloppe, ce sont des polysaccharides structuraux : cellulose, hémicelluloses et pectines, tandis que dans les des cotylédons les principaux glucides sont des polysaccharides non structurels constitués de galactose, arabinose et acide uronique.

### Alcaloïdes
La plupart des lupins contiennent de nombreux alcaloïdes de type quinolizidinique dans leurs graines tels que la lupanine et la spartéine.
A titre d'exemple, les molécules les plus fréquentes trouvées dans des spécimens de Lupinus angustifolius cultivés en Europe ont été les suivantes : lupanine, 13-hydroxylupanine, angustifoline, isolupanine, spartéine, tétrahydrorhombifoline, isoangustifoline, 17-oxolupanine.

### Facteurs antinutritionnels
Les graines de lupins contiennent outre des alcaloïdes, diverses molécules pouvant avoir des effets antinutritionnels. Ce sont notamment l'acide érucique, des isoflavones, des phytates, des tannins, des saponines, des inhibiteurs de protéase, des lectines et des oligosaccharides de la famille du raffinose. Toutefois, la teneur de ces différents composés est relativement faible et peu susceptible d'affecter la santé humaine en cas d'ingestion de ces graines.
En particulier, les lupins ont un faible niveau pour les inhibiteurs de protéase et une teneur négligeable en lectines comparée à celle d'autres graines de légumineuses.

### Mycotoxines
Les plants de lupins peuvent être infectés par une espèce de champignons ascomycètes, Diaporthe toxica Williamson, Highet, Gams & Sikisithamparam (synonymes : Phomopsis leptostromiformis (Kühn) Bubak. Ces champignons produisent des mycotoxines appelées « phomopsines » susceptibles de provoquer une maladie appelée « lupinose » chez les animaux d'élevage nourris avec des graines infectées ou ayant brouté des chaumes de lupin. Les animaux les plus touchés sont les ovins, mais la lupinose peut affecter aussi bovins, caprins, équins et porcins.

### Allergènes
Les protéines de réserve des graines de lupins sont principalement des conglutines, dont on connaît quatre groupes : -α, -β, -γ et -δ. Ces molécules sont supposées être allergènes, les conglutines -α et -β étant les plus impliquées. Les cas d'allergie au lupin sont rares, et souvent liés à une réaction croisée chez des patients déjà allergiques à l'arachide. Cependant les incidents liés à cette allergie sont en augmentation, notamment en Europe, du fait de l'incorporation croissante de produits dérivés de lupins dans les aliments transformés. Cette constatation a conduit la Commission européenne à rendre obligatoire l'étiquetage du lupin dans les produits alimentaires depuis 2006, par inscription du lupin à l'annexe III bis de la Directive 2000/13/CE du Parlement européen et du Conseil du 20 mars 2000,,.
La conglutine-β de Lupinus angustifolius est la seule à être répertoriée, sous le nom de « Lup an 1 », dans la nomenclature des allergènes de l'Union internationale des sociétés d'immunologie (IUIS).

## Répartition et habitat
Le genre Lupinus a une vaste aire de répartition qui s’étend à la fois dans l’Ancien Monde (bassin méditerranéen et Afrique du Nord et de l’Est) et dans le Nouveau Monde, où se trouve la grande majorité des espèces.
Ces espèces sont distribuées dans des régions très diverses au plan climatique, depuis les régions subarctiques comme l’Alaska ou la Terre de Feu, jusqu’à des régions subtropicales de l’est de l’Amérique du Sud, en passant par des régions de climat méditerranéen et semi-désertiques, jusqu’aux régions de haute montagne en Afrique de l’Est, au Mexique, dans les Montagnes Rocheuses et dans les Andes.
Dans l’hémisphère occidental, les lupins se rencontrent depuis le niveau de la mer jusqu’à 4800 mètres d’altitude, voire plus. La plus grande diversité d’espèces se concentre dans les zones subalpines et alpines de la cordillère des Andes .
Les lupins préfèrent les milieux ouverts et bien éclairés et ne tolèrent pas l’ombre. Ce sont des plantes qui préfèrent les sols sablonneux, bien drainés, au pH acide à neutre, les espèces à graines rugueuses tolèrent toutefois des sols légèrement alcalins.
Lupinus polyphyllus et Lupinus magellanicus s'observent dans toute la Patagonie dans des clairières des forêts, les prairies non exposées au vent. On en trouve jusqu'en Terre de Feu, sur l'île Navarino notamment. Prolifiques et résistants, ils sont utilisés en ornement dans les jardins de ces régions.
Des espèces de lupins domestiquées sont cultivées dans divers pays des cinq continents.

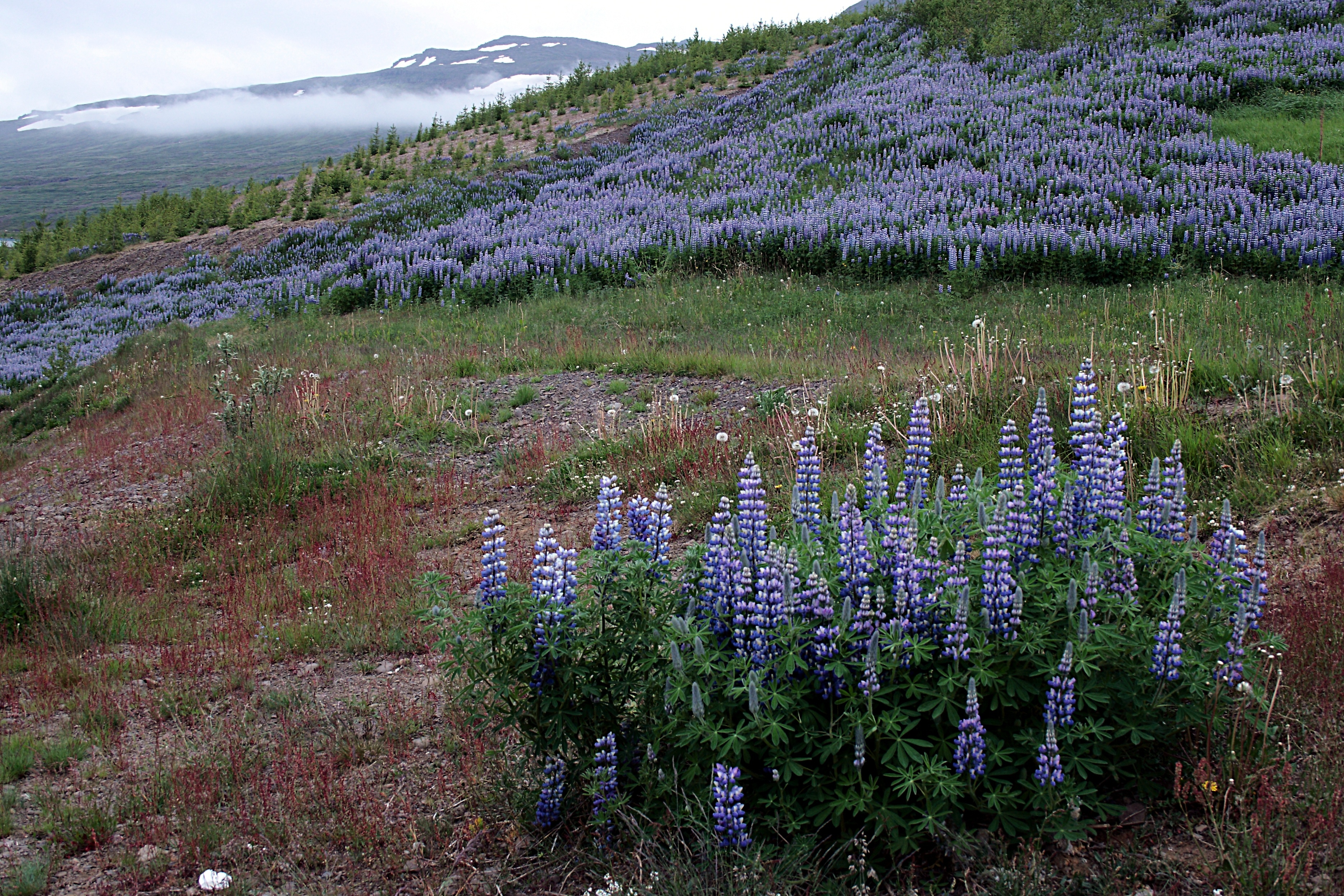
Lupinus nootkatensis en Islande.
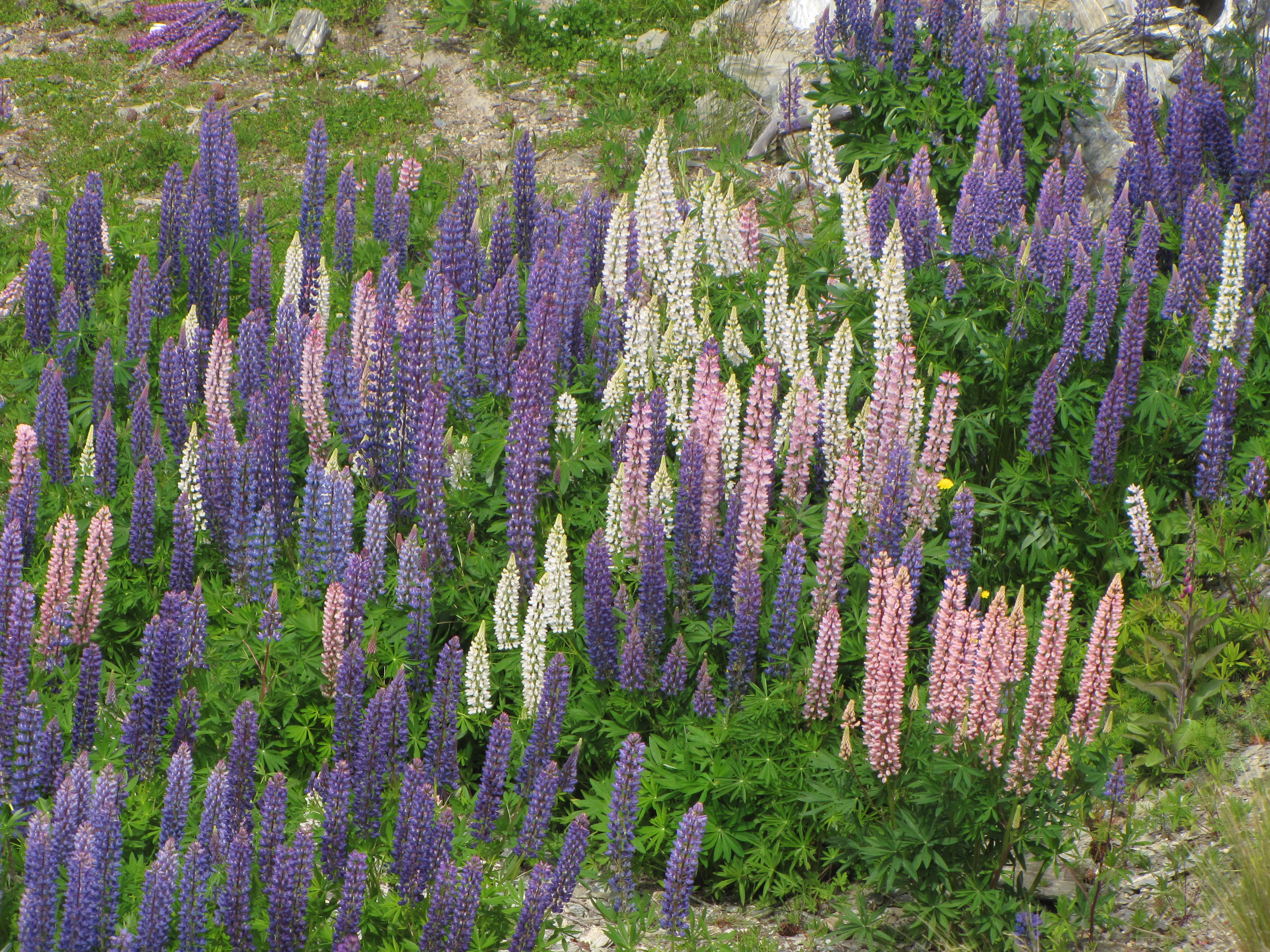
Lupins sauvages dans l'île du Sud (Nouvelle-Zélande).
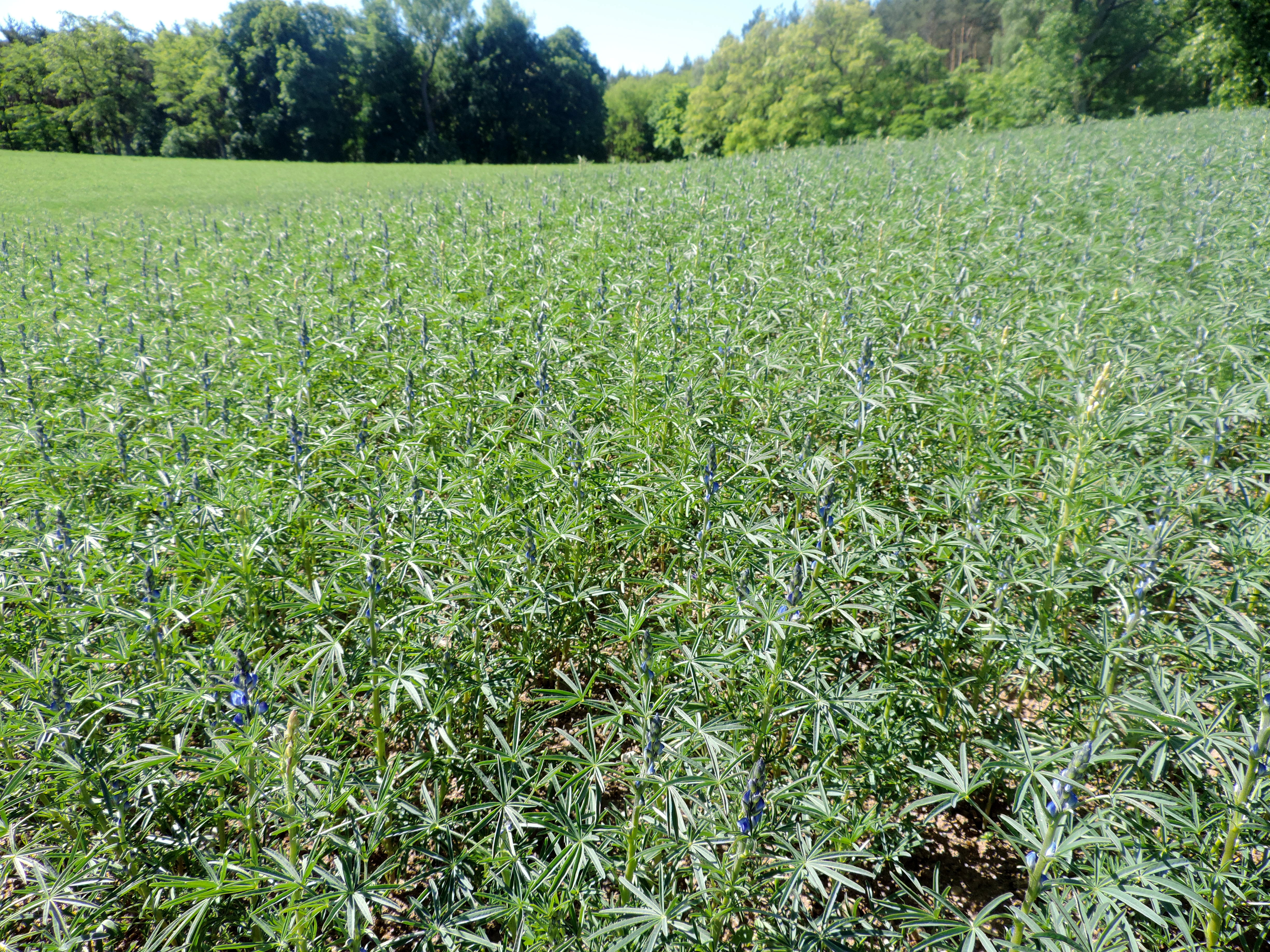
Champ de Lupinus angustifolius (Pologne).

## Biologie
Les lupins sont capables de fixer l'azote atmosphérique grâce à la symbiose avec une espèce de bactéries, Bradyrhizobium lupini, qui se développe dans les nodosités du système racinaire.

### Mécanisme d'adaptation à certaines carences du sol
Les lupins font partie des plantes qui s'adaptent à certains sols carencés.
Chez les plantes, les taux de libération de chélateur (citrates dans ce cas) les plus élevés ont été trouvés chez le lupin blanc et les Proteaceae ; ils sont synthétisés en réponse à la limitation en phosphore (P). Dinkelaker et al. en 1989 puis Roelofs et al en 2001 ont montré que les lupins sont capables de mobiliser des phosphates qui ne sont pas accessibles à d'autres espèces, ainsi que du calcium et du fer, ou de l'aluminium sols. Le lupin blanc (Lupinus albus L.), quand il pousse dans un sol trop pauvre en phosphore, produit des racines protéoïdes qui libèrent une grande quantité d’acide citrique, lequel peut mobiliser le phosphate du sol, autrement peu soluble dans la rhizosphère. Planter du lupin avec du blé améliore la croissance du blé, grâce à ce phosphore rendu bioassimilable.

## Classification
Le genre Lupinus compte de nombreuses espèces, de 200 à 600, voire 1 000, selon les auteurs. Celles-ci ont été regroupées en deux sous-genres, Lupinus subgen Lupinus et Lupinus subgen Platycarpos (Wats.) Kurl.
Le premier compte une douzaine d'espèces de l'Ancien monde qui sont toutes des plantes herbacées annuelles :
- Lupinus albus L., lupin blanc
- Lupinus anatolicus W. Swiecicki & W. K. Swiecicki
- Lupinus angustifolius L., lupin à folioles étroites, ou lupin bleu
- Lupinus atlanticus Gladst.
- Lupinus cosentinii Guss.
- Lupinus digitatus Forsk.
- Lupinus graecus Boiss. et Sprun.
- Lupinus hispanicus Boiss. et Reut.
- Lupinus luteus L., lupin jaune
- Lupinus micranthus Guss.
- Lupinus palaestinus Boiss.
- Lupinus pilosus Murr.
- Lupinus princei harms
- Lupinus somaliensis†

Lupinus graecus est considérée par certains auteurs comme une sous-espèce de Lupinus albus. Il en est de même de Lupinus termis.
L'espèce Lupinus somaliensis† Baker, endémique de la Somalie et décrite à la fin du XIXe siècle, n'a pas été observée depuis et est considérée comme éteinte.

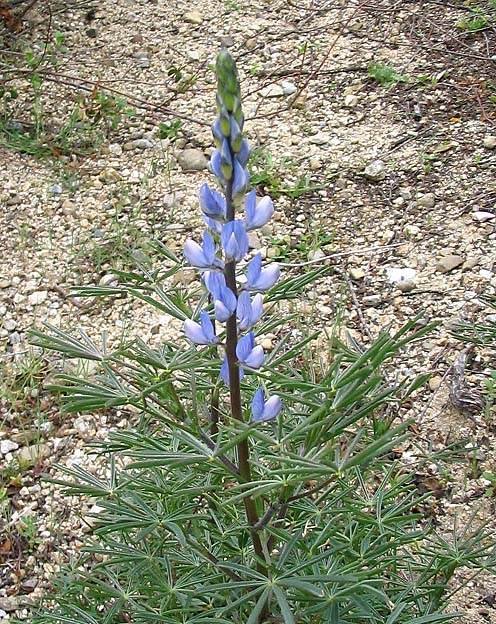
Lupinus angustifolius.
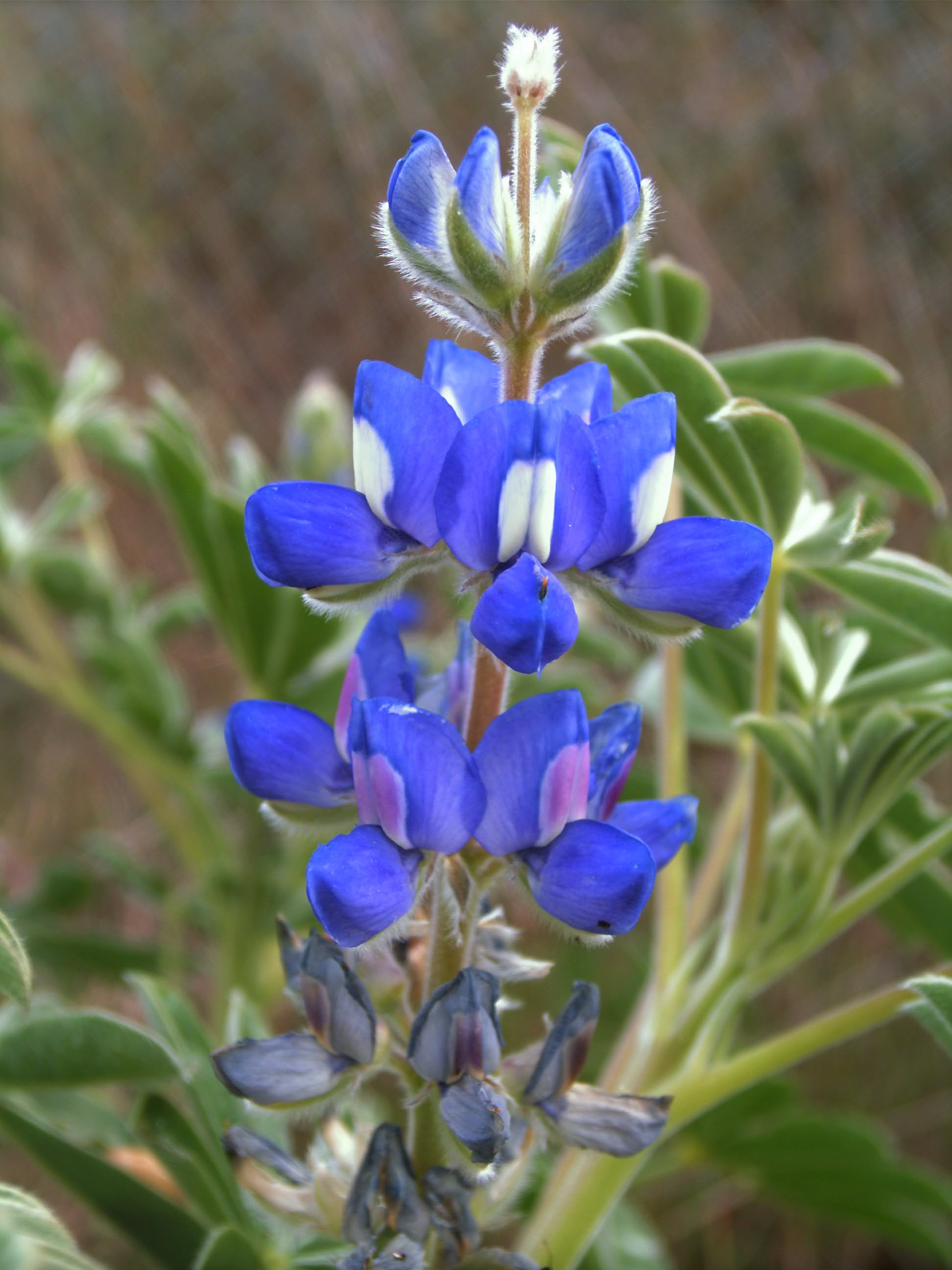
Lupinus micranthus.
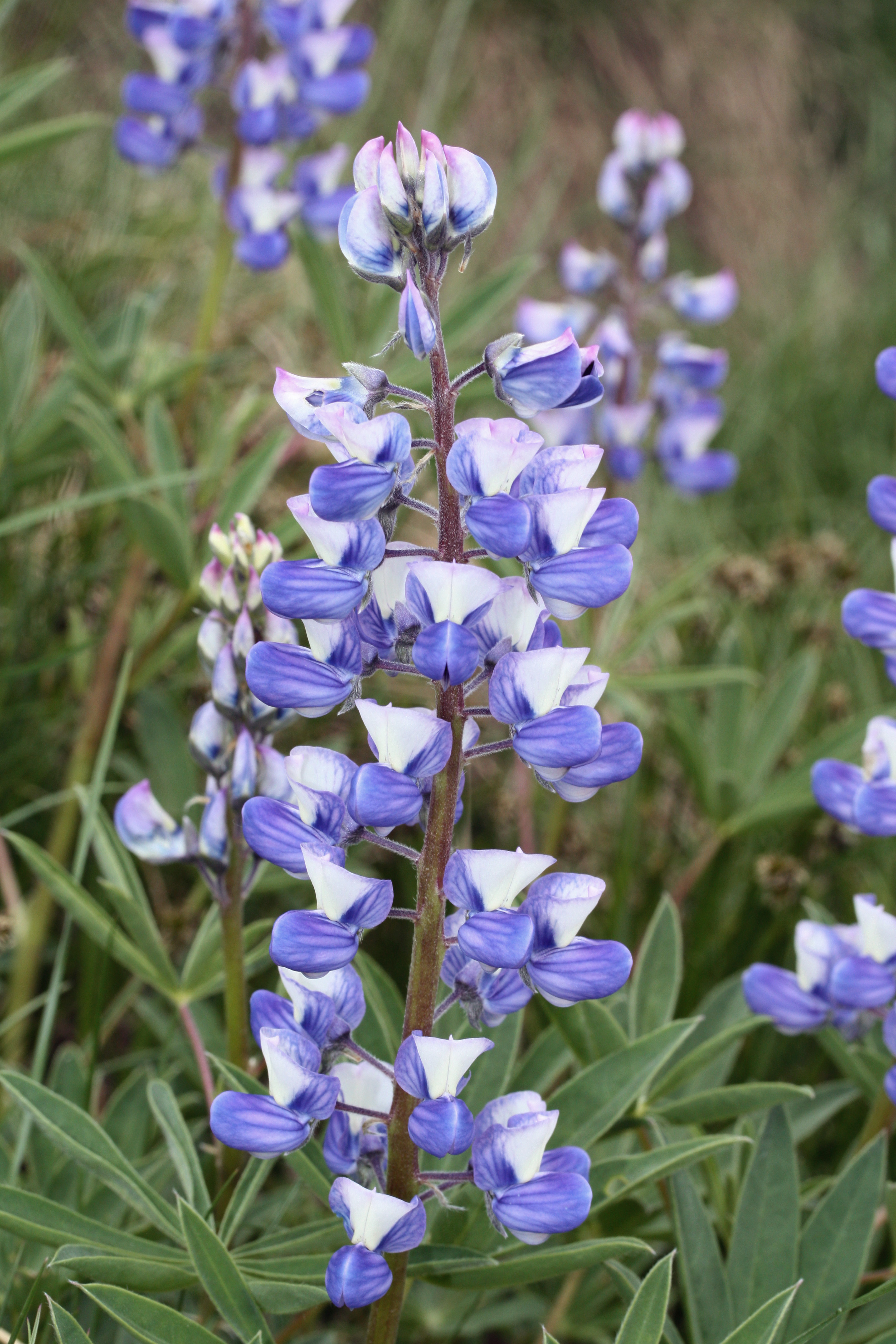
Lupinus latifolius.
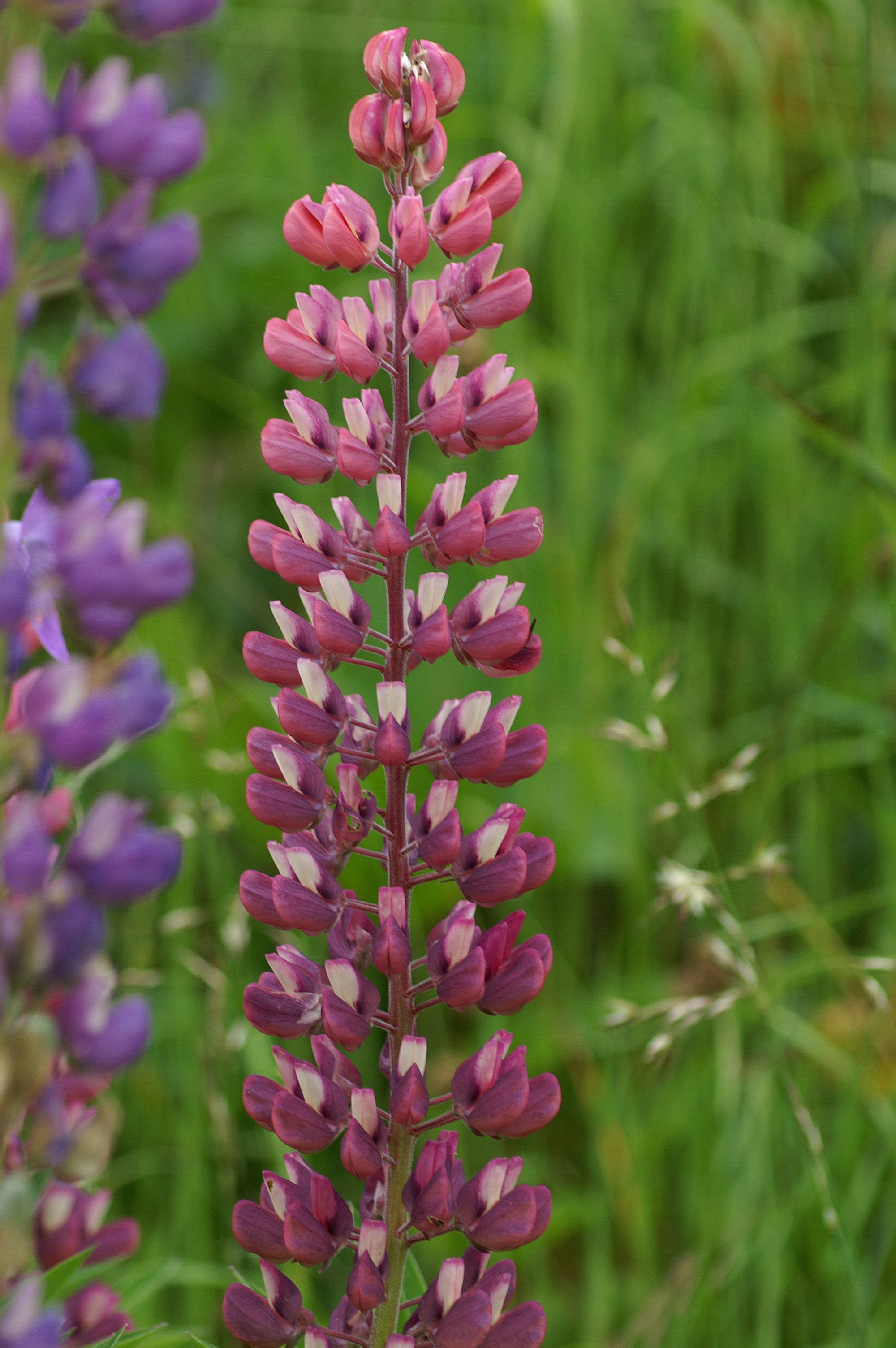
Lupinus polyphyllus.
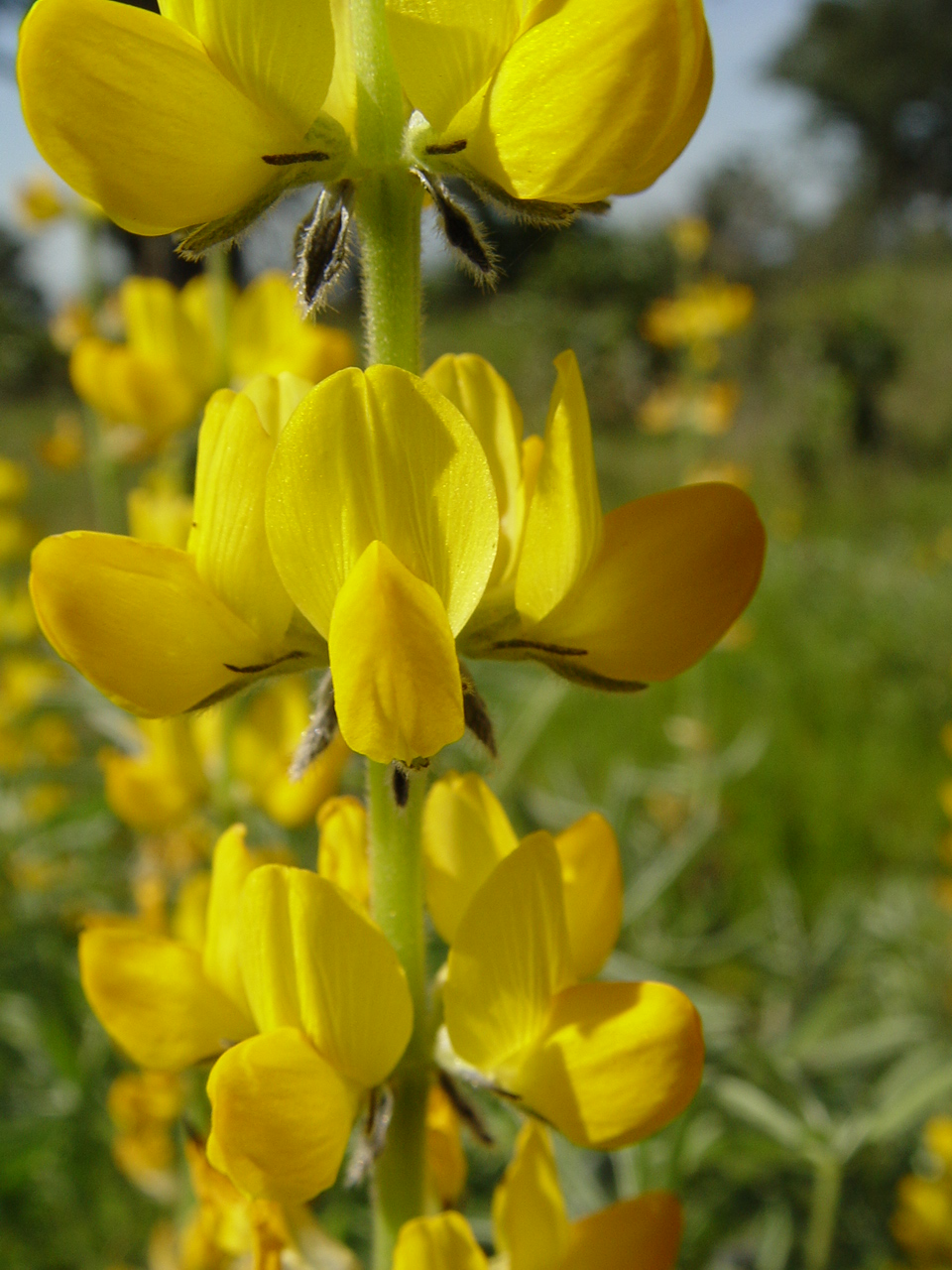
Lupinus luteus.

Le second regroupe toutes les autres espèces originaires du continent américain et majoritairement vivaces. Les principales sont les suivantes :
- Lupinus adsurgens Drew
- Lupinus affinis J. Agardh
- Lupinus albescens
- Lupinus albicaulis Douglas
- Lupinus albifrons Benth.
- Lupinus albococcineus
- Lupinus alopecuroides Desr.
- Lupinus altimontanus C. P. Sm.
- Lupinus ananeanus Ulbr.
- Lupinus andersonii S. Watson
- Lupinus angustiflorus Eastw.
- Lupinus andicola
- Lupinus antiplani C. P. Sm.
- Lupinus antoninus Eastw.
- Lupinus arboreus Sims, lupin arborescent
- Lupinus arbustus Douglas ex Lindl.
- Lupinus arcticus S. Watson, lupin arctique
- Lupinus arequipensis
- Lupinus argenteus Pursh
- Lupinus aridus
- Lupinus arizonicus (S. Watson) S. Watson
- Lupinus ballianus C. P. Sm.
- Lupinus bandelierae C. P. Sm.
- Lupinus bangii Rusby
- Lupinus benthamii A. Heller
- Lupinus bicolor Lindl.
- Lupinus biinclinatus
- Lupinus bogotensis Benth.
- Lupinus bolivianus C. P. Sm.
- Lupinus bracteolaris Desr.
- Lupinus brevicaulis S. Watson
- Lupinus breviscapus Ulbr.
- Lupinus breweri A. Gray
- Lupinus buchtienii Rusby
- Lupinus calcensis
- Lupinus campestris Schltdl. & Cham.
- Lupinus celsimontanus C. P. Sm.
- Lupinus chamissonis Eschsch.
- Lupinus chlorolepis C. P. Sm.
- Lupinus citrinus Kellogg
- Lupinus concinnus J. Agardh
- Lupinus condensiflorus
- Lupinus confertus
- Lupinus conicus C. P. Sm.
- Lupinus coriaceus Benth.
- Lupinus covillei Greene
- Lupinus cruckshanksii
- Lupinus cuspidatus Rusby
- Lupinus cuzcensis
- Lupinus diffusus Nutt.
- Lupinus elegans Kunth
- Lupinus eriocladus Ulbr.
- Lupinus eurohybridus
- Lupinus exaltatus Zucc.
- Lupinus excubitus
- Lupinus fiebrigianus Ulbr.
- Lupinus flavoculatus A. Heller
- Lupinus formosus Greene
- Lupinus fulcratus Greene
- Lupinus garfieldensis C. P. Sm.
- Lupinus geophilus Rose
- Lupinus gibertianus
- Lupinus grayi S. Watson
- Lupinus guggenheimianus Rusby
- Lupinus havardii S. Watson
- Lupinus heptaphyllus (Vell.) Hassl.
- Lupinus herzogii Ulbr.
- Lupinus hilarianus Benth.
- Lupinus hirsutissimus Benth.
- Lupinus humifusus Sessé & Moc. ex G. Don
- Lupinus hybridus
- Lupinus imminutus C. P. Sm.
- Lupinus insignis Glaz. ex C. P. Sm.
- Lupinus kingii S. Watson
- Lupinus lanatus Benth.
- Lupinus latifolius J. Agardh
- Lupinus lepidus Douglas ex Lindl., lupin élégant
- Lupinus leucophyllus Douglas ex Lindl.
- Lupinus lindleyanus
- Lupinus linifolius
- Lupinus littoralis Douglas
- Lupinus longifolius
- Lupinus luteolus Kellogg
- Lupinus lyallii A.Gray
- Lupinus malacotrichus
- Lupinus meridanus Moritz ex C. P. Sm.
- Lupinus mexicanus Cerv. ex Lag.
- Lupinus microcarpus Sims
- Lupinus microphyllus Desr.
- Lupinus montanus Kunth
- Lupinus multiflorus Desr.
- Lupinus mutabilis Sweet, lupin changeant
- Lupinus nanus Douglas ex Benth.
- Lupinus neomexicanus
- Lupinus nevadensis A. Heller
- Lupinus nipomensis Eastw.
- Lupinus nootkatensis Donn ex Sims, lupin d'Écosse
- Lupinus opsianthus
- Lupinus nutcanus
- Lupinus onustus S. Watson
- Lupinus pachylobus Greene
- Lupinus paniculatus Desr.
- Lupinus parviflorus
- Lupinus pasachoensis C. P. Sm.
- Lupinus perennis L.
- Lupinus perissophytus C. P. Sm.
- Lupinus plattensis S. Watson
- Lupinus polyphyllus Lindl., lupin des jardins
- Lupinus praealtus
- Lupinus praestabilis
- Lupinus pubescens Benth.
- Lupinus pulvinaris Ulbr.
- Lupinus purosericeus C. P. Sm.
- Lupinus pusillus Pursh
- Lupinus pycnostachys C. P. Sm.
- Lupinus ramosissimus Benth.
- Lupinus rivularis Douglas ex Lindl.
- Lupinus rotundiflorus
- Lupinus rusbyanus C. P. Sm.
- Lupinus sabulosus A. Heller
- Lupinus sativus
- Lupinus saxatilis Ulbr.
- Lupinus semiprostratus
- Lupinus sericeus Pursh
- Lupinus shockleyi S. Watson
- Lupinus soratensis Rusby
- Lupinus sparsiflorus Benth.
- Lupinus spectabilis Hoover
- Lupinus stiversii Kellogg
- Lupinus subacaulis Griseb.
- Lupinus subcarnosus Hook.
- Lupinus succulentus Douglas ex K. Koch
- Lupinus sulphureus Douglas
- Lupinus tarijensis Ulbr.
- Lupinus texanus Hook.
- Lupinus texensis Hook.
- Lupinus tidestromii Greene
- Lupinus tomentosus
- Lupinus tominensis Wedd.
- Lupinus truncatus Hook. & Arn.
- Lupinus vallicola A. Heller
- Lupinus variicolor Steud.
- Lupinus villosus Willd.
- Lupinus westianus Small
- Lupinus williamsianus C. P. Sm.
- Lupinus ×russellii hort. Lupin hybride de Russell, lupin des jardins

## Histoire
Des espèces de lupins ont été domestiquées parallèlement et indépendamment dans l'Ancien et le Nouveau Monde. Le lupin blanc (Lupinus albus) est cultivé depuis l'Antiquité dans les pays méditerranéens. L'ancêtre sauvage de cette plante a été identifié comme étant Lupinus graecus (désormais reclassé comme Lupinus albus subsp. graecus) et se distingue de l'espèce cultivée par ses gousses déhiscentes et ses graines plus petites et plus amères au tégument plus épais. On le rencontre dans le sud des Balkans, les îles Égéennes et l'ouest de la Turquie, ce qui indique que la domestication a dû se produire dans le bassin égéen, assez tardivement, aucune trace du lupin blanc n'ayant été trouvée dans les sites néolithiques de la région.
Le lupin changeant (Lupinus mutabilis), appelé tarwi en quechua, est cultivé dans les Andes depuis l'époque pré-inca. On en a retrouvé des graines dans des tombes de la civilisation nazca et des représentations sur des céramiques tiahuanaco. Cette espèce est inconnue à l'état sauvage. C'est une culture qui a été marginalisée après la conquête espagnole.
Au milieu du XIXe siècle, plusieurs espèces de lupins ont été introduites en Australie par les botanistes Ferdinand von Mueller (dans l'État de Victoria) et Richard Schomburgk (en Australie-Méridionale).
En 1871, le roi de Prusse, Frédéric le Grand, a introduit dans son pays les lupins cultivés provenant du bassin méditerranéen. L'objectif était d'améliorer les sols pauvres du nord de l'Allemagne.
Dans les années 1860, le lupin jaune des jardins s'était répandu dans les sols sablonneux acides de la plaine côtière de la mer Baltique. Il était cultivé à la fois comme plante fourragère et comme engrais vert.
La sélection moderne des lupins cultivés a commencé en Allemagne vers 1928 avec les travaux de Reinhold von Sengbusch. Celui-ci a identifié des mutants naturels de Lupinus luteus présentant de faibles teneurs en alcaloïdes, ce qui réduit la toxicité des graines, ainsi que des graines plus perméables à l'eau et des gousses peu sujettes à l'égrenage, ce qui facilite la récolte mécanisée. Les gènes qui commandent ces caractères de « domestication » ont par la suite été combinés chez d'autres espèces (Lupinus albus, Lupinus angustifolius, Lupinus mutabilis, Lupinus cosentinii, Lupinus atlanticus et Lupinus pilosus).

## Culture
Les lupins sont d'un grand intérêt biologique et écologique car :
- ce sont des plantes rustiques et résistantes ;
- ils supportent beaucoup mieux que le soja ou le pois l'absence de traitements insecticides et fongicides[réf. nécessaire].

L'inoculation des semences[incompréhensible] peut être nécessaire lorsque les lupins sont cultivés dans des sols n'ayant pas porté ce type de culture précédemment. Elle permet d'augmenter la quantité d'azote fixée par la plante, la teneur en protéines des graines et la quantité de nitrates présente dans le sol après la récolte. Les bactéries symbiotiques de racines de lupin (Bradyrhizobium lupini) peuvent persister dans le sol et inoculer une culture suivante de lupins dans certaines conditions. Le nombre de bactéries subsistant dans le sol dépend notamment de l'état sanitaire de la culture précédente et de la texture et du pH du sol. Ces bactéries sont plus résilientes dans des sols sablonneux acides (jusqu'à une valeur de pH égale à 5), mais au delà de 4 ans l'inoculation peut être nécessaire,.
La fertilisation azotée est inutile, mais l'apport d'un engrais phosphaté est souvent nécessaire, dont l'application dépend de l'espèce du type de sol et de la pluviométrie. Dans les sols sableux, l'apport de potassium et de manganèse avant semis peut être nécessaire.

## Utilisation
Les lupins sont utilisés principalement pour l'alimentation animale (ruminants, animaux monogastriques et aquaculture) surtout sous forme de graines, mais aussi comme plante fourragère, notamment par le pâturage des chaumes après récolte. Les graines sont consommées traditionnellement par l'homme dans les régions méditerranéennes et dans les hauts plateaux andins, mais cet usage reste marginal et ne concerne que 4 % de la production mondiale de graines de lupins. Les lupins sont également intéressants comme plantes améliorantes permettant d'enrichir le sol en azote. Enfin certaines espèces sont cultivées comme plantes ornementales.

### Alimentation humaine

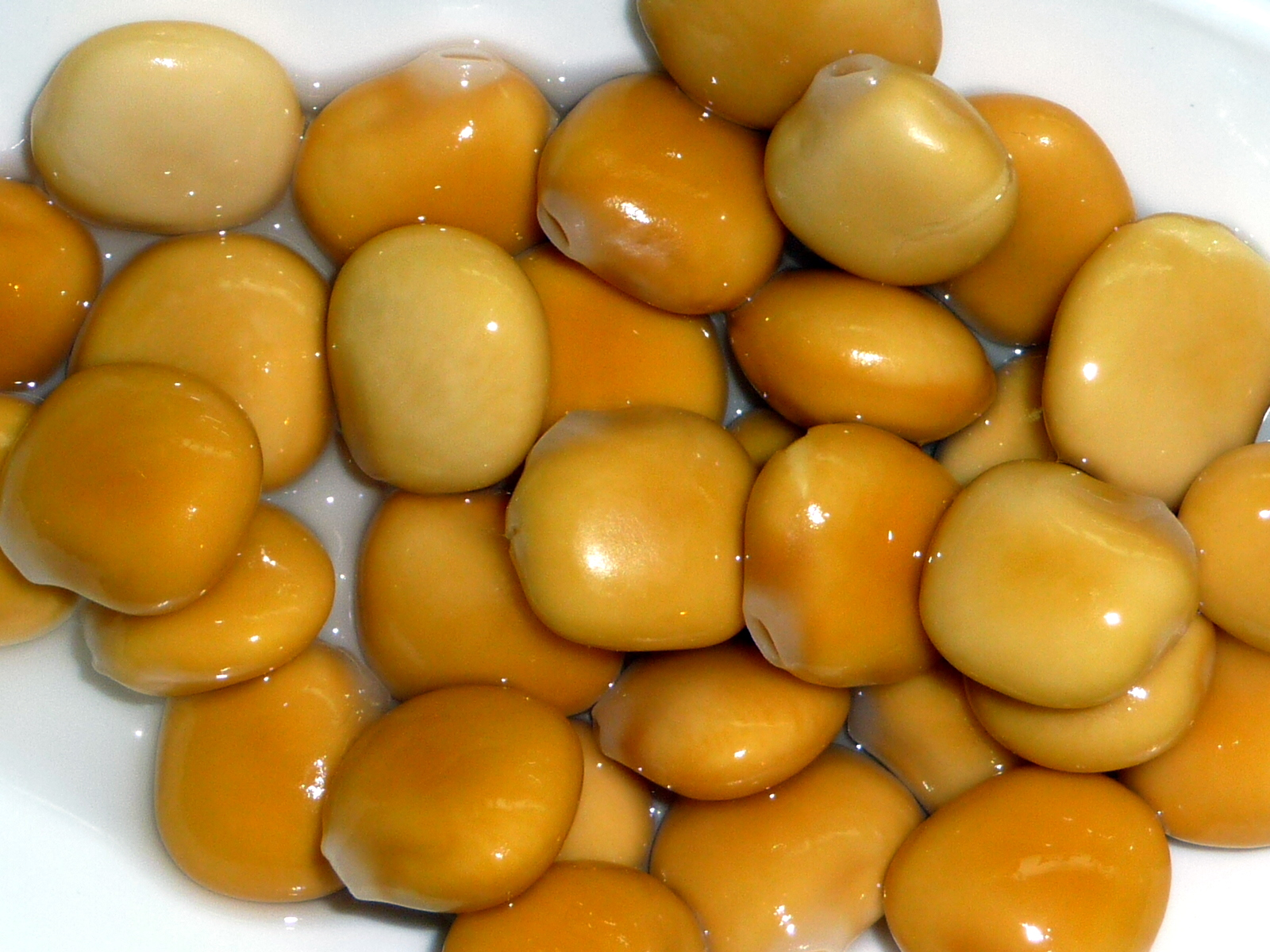
Tramousses (graines saumurées de Lupin blanc consommées à l'apéritif).

La graine, également appelée par métonymie « lupin», est un aliment.
Cependant le lupin fait partie de la liste des allergènes reconnus par l'Union européenne. L'allergie au lupin est souvent croisée avec l'allergie aux arachides.
Comparaison des valeurs nutritionnelles par type de farine (% sur matière sèche de graines décortiquées) :
|           | Lupin | Soja | Farine de blé |
| --------- | ----- | ---- | ------------- |
| Protéines | 43    | 41   | 11            |
| Lipides   | 12    | 25   | 1             |
| Fibres    | 27    | 12   | 2             |
| Glucides  | 13    | 14   | 60            |

C'est un légume sec plat ; certaines variétés comme le lupin jaune amer nécessitent un trempage prolongé dans de l'eau salée avant consommation, et doit être cuit plusieurs heures pour éliminer les alcaloïdes comme la lupinine (à ne pas confondre avec la lupuline, produite par le houblon). Même cuites, il faut continuer à les faire tremper dans de l'eau froide salée pendant une semaine, en renouvelant l'eau deux fois par jour. Une mauvaise préparation peut leur laisser leur toxicité. Le lupin blanc, couramment cultivé depuis la Grèce antique, ou le lupin jaune doux ne contiennent par contre pas ou très peu d'alcaloïdes.
On les trouve maintenant en épicerie, généralement avec les légumineuses. Ils sont vendus en conserve, emballés sous vide ou en saumure dans un pot en verre. Avec une texture plus ferme et moins farineuse que les autres légumineuses (comme les pois chiches ou les haricots blancs), les lupins peuvent se manger comme des noix ou des olives à l’apéro.
Le lupin blanc peut être consommé sous forme de graines saumurées, appelées tramousses (Sud de la France, Espagne (pays dans lequel les graines de lupin portent le nom d'altramuces), Portugal, Maghreb (lupin blanc)), mais également Équateur, Bolivie, Pérou (Lupinus mutabilis, contenant de la spartéine, que l'on trouve également dans le genêt à balais), ou sous forme de semoule à galettes. La « farine de lupin », que l'on trouve dans certains magasins bio, peut être utilisée avec profit dans la confection de différents plats. Au Brésil, le lupin est consommé sous forme de bière. Les Égyptiens déjà le consommaient, ainsi que les Mayas et les Incas (Lupinus mutabilis). L'agriculture du lupin en Europe s'est probablement implantée en Grèce antique, puis a continué sa progression par la Rome antique.
Cette plante protéagineuse, parfaitement adaptée aux climats européens, est d'un grand intérêt en tant que ressource en protéines végétales. Quatre espèces en particulier présentent aujourd'hui un intérêt agronomique pour l'alimentation humaine : le lupin blanc (Lupinus albus), cultivé en France, le lupin bleu ou lupin à feuille étroite (Lupinus angustifolius), cultivé en Australie, le lupin jaune (Lupinus luteus), cultivé en Europe centrale et le lupin changeant (Lupinus mutabilis), cultivé en Amérique du Sud, dans les Andes.

### Alimentation animale
Trois espèces de lupins originaires du bassin méditerranéen, le lupin blanc, le lupin jaune et le lupin bleu, sont largement cultivées pour l'alimentation du bétail et des volailles.
Les alcaloïdes des lupins amers peuvent engendrer des syndromes neurologiques, analogues au lathyrisme. Les graines toxiques de lupins provoquent chaque année la perte de nombreuses têtes de bétail et de moutons dans les cordillères de l'ouest américain.
Toutes les variétés, qu'elles soient douces ou amères, peuvent provoquer des intoxications du bétail, appelées lupinoses, lorsqu'elles sont contaminées par des champignons tels que Phomopsis leptostromiformis ou Diaporthe toxica. Ces champignons produisent des mycotoxines, appelées phomopsines, qui entraînent des lésions au foie.

### Utilisation dans l'industrie
Les graines de lupin peuvent être utilisées par les industriels comme émulsifiant biologique ;
elles peuvent compenser le manque de lysine de la farine de blé dans les produits céréaliers ;
elles peuvent se substituer aux œufs dans les produits destinés aux personnes allergiques aux œufs.

### Plante ornementale
Plusieurs espèces annuelles ou vivaces de lupins, recherchées pour leurs grandes grappes de fleurs colorées, sont également cultivées de longue date dans les jardins. Les lupins vivaces sont cultivés en Europe depuis 1826, date d'introduction de Lupinus polyphyllus. Ce sont souvent des espèces originaires du Sud-Ouest des États-Unis, comme Lupinus arboreus, Lupinus argenteus, Lupinus hartwegii, Lupinus nanus, Lupinus odoratus, Lupinus succulentus, Lupinus texensis, etc. Des hybrides et cultivars ont été sélectionnés à cet effet, notamment dans les espèces Lupinus polyphyllus et Lupinus regalis. Les « hybrides de Russell » (Lupinus ×russellii) aux grandes fleurs de couleurs très variées, créés par le jardinier anglais George Russell (en) (1857-1951), sont parmi les plus connus. Ils ont été largement reconnus en Europe à partir de 1937.

### Engrais vert
Le lupin récupère l'azote de l'air, le recycle dans le sol et limite les apports d'engrais pour les cultures suivantes ; c'est un engrais vert.
Il permet également de produire le lupinex, fertilisant naturel et protecteur

## Aspects économiques

### Production
La production mondiale de graines de lupin (toutes espèces confondues) s'est élevée à 1,61 million de tonnes en 2017, dont les deux-tiers (1 031 425 t) ont été produits par l'Australie.
En Europe la production s'est élevée la même année à 442 545 tonnes, dont 250 933 tonnes pour l'Union européenne.
Après l'Australie, les principaux pays producteurs sont en 2017 la Pologne (168 678 t), la Russie (161 680 t), le Maroc (64 355 t), l'Allemagne (52 800 t), le Chili (45 436 t), l'Ukraine (18 490 t), la France (14 455 t), le Pérou (13 783 t), l'Afrique du Sud (11 353 t) et la Biélorussie (11 083 t).
En France, la culture du lupin doux (comme celle des pois protéagineux et féverolles) bénéficie dans le cadre de la PAC d'aides couplées destinées à développer la production des protéagineux. L'objectif est de rendre les élevages français moins dépendants du soja importé. Cette aide est comprise entre 150 et 200 €/ha.
La Commission européenne à la recherche appuie plusieurs projets de recherche et développement européens.
Les lupins blanc et bleu ont été sélectionnés pour éviter les traitements de désamérisation (enlever le goût amer). Ces variétés douces contiennent moins de 200 ppm d'alcaloïdes.
| Production en tonnes. Chiffres 2003-2004 Données de FAOSTAT (FAO) |         |       |         |       |
| Australie                                                         | 953000  | 86 %  | 996000  | 86 %  |
| Chili                                                             | 43520   | 4 %   | 43520   | 4 %   |
| France                                                            | 23979   | 2 %   | 23000   | 2 %   |
| Fédération de Russie                                              | 20000   | 2 %   | 20000   | 2 %   |
| Maroc                                                             | 14000   | 1 %   | 14000   | 1 %   |
| Espagne                                                           | 9800    | 1 %   | 11500   | 1 %   |
| Autres pays                                                       | 41126   | 4 %   | 42690   | 4 %   |
| Total                                                             | 1105425 | 100 % | 1150710 | 100 % |

### Échanges
Le principal exportateur de graines de lupin, et le seul exportateur significatif, est l'Australie, avec environ 240 000 tonnes, soit approximativement le quart de sa production, exportées lors de la campagne 2014/2015. Les principaux pays importateurs sont la Corée du Sud, les Pays-Bas, l'Égypte, le Japon et l'Espagne.

## Aspects culturels
Dans l'épisode 37 des Monty Python, le hors-la-loi Dennis Moore vole des lupins aux riches pour les donner aux pauvres.

### Les lupins dans l'art

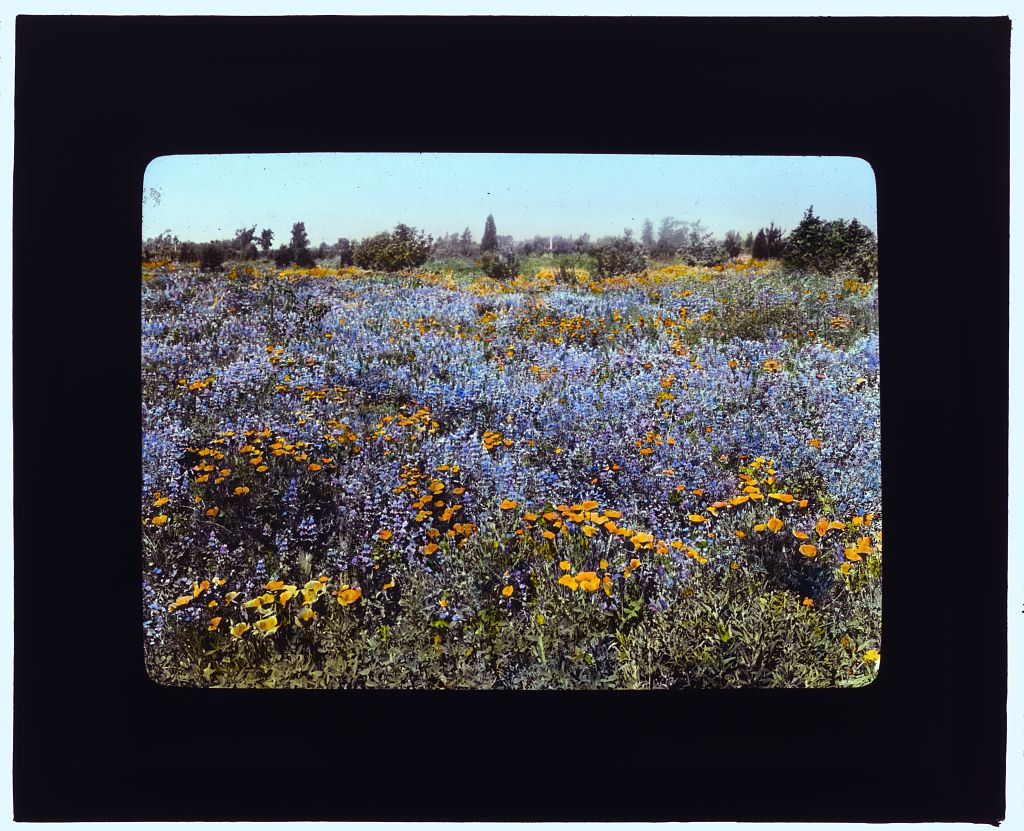
Frances Benjamin Johnston, Field of poppies and lupin, photographie (diapositive, coloriée à la main), 1917.
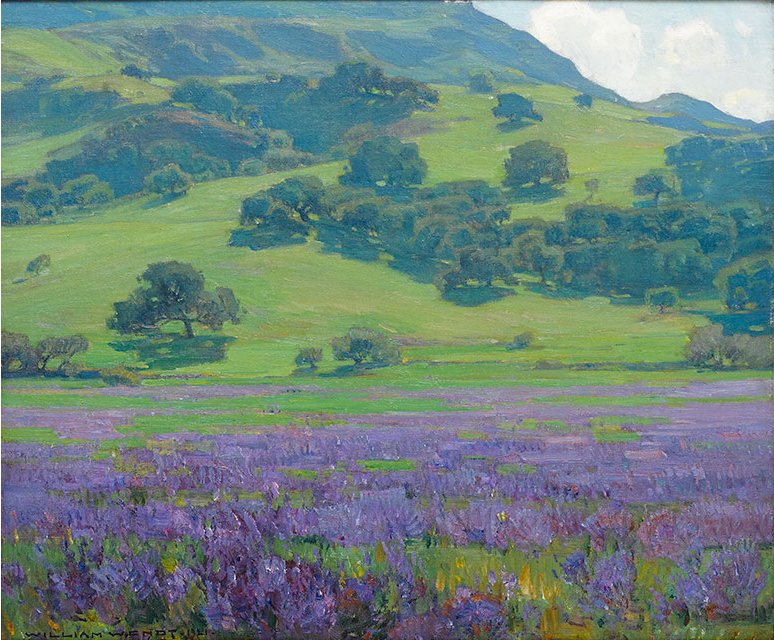
William Wendt, Lupine Patch, huile sur toile, 1921.
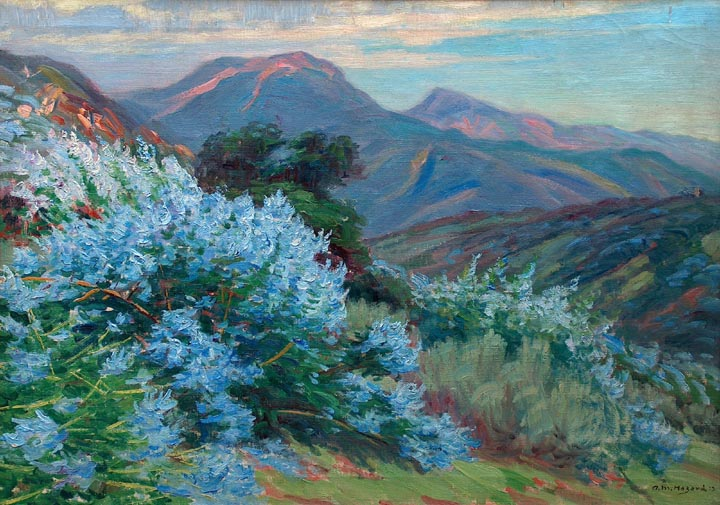
Arthur Merton Hazard, Lupines on a California Hillside, huile sur toile, 1923.
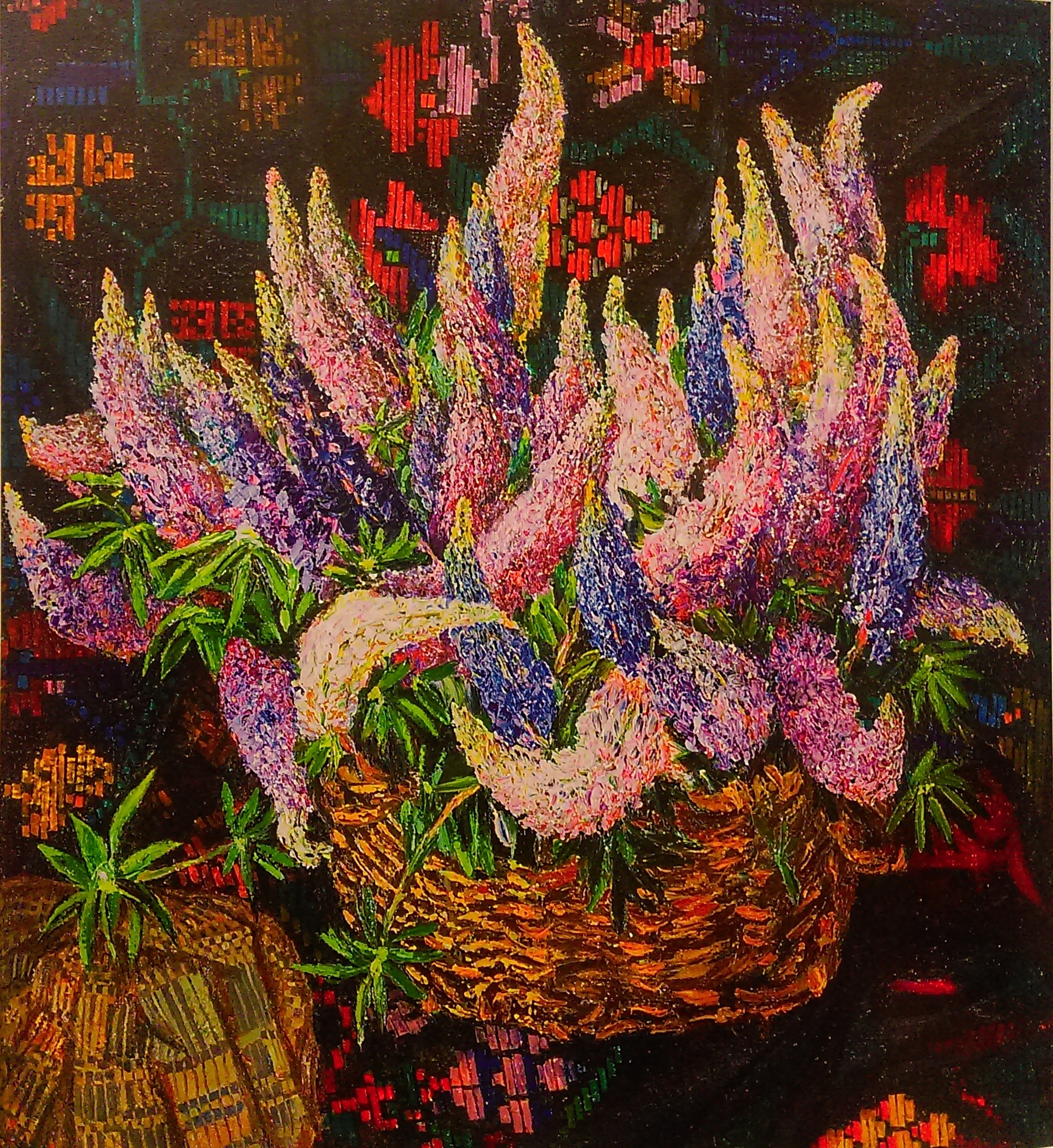
Boris Arakcheev (ru), Nature morte aux lupins, huile sur toile, 1984.
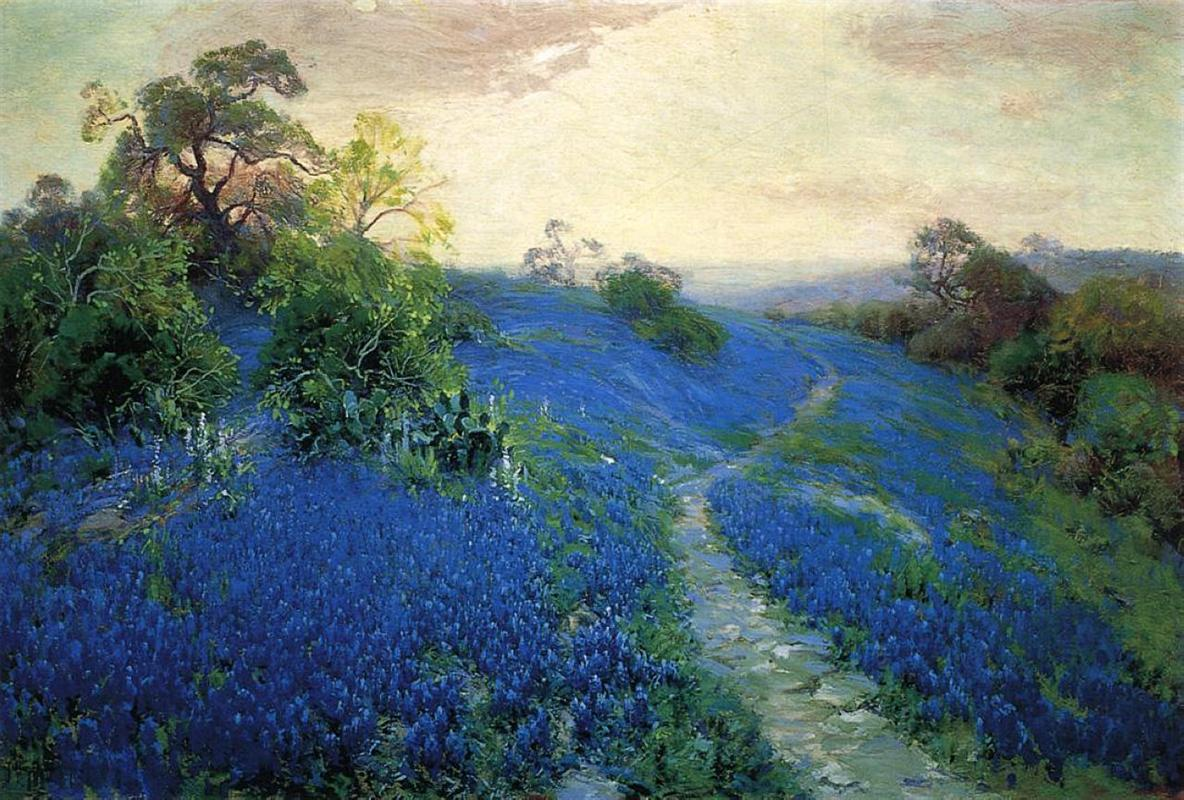
Julian Onderdonk, Bluebonnet Field, huile sur toile, 1912.
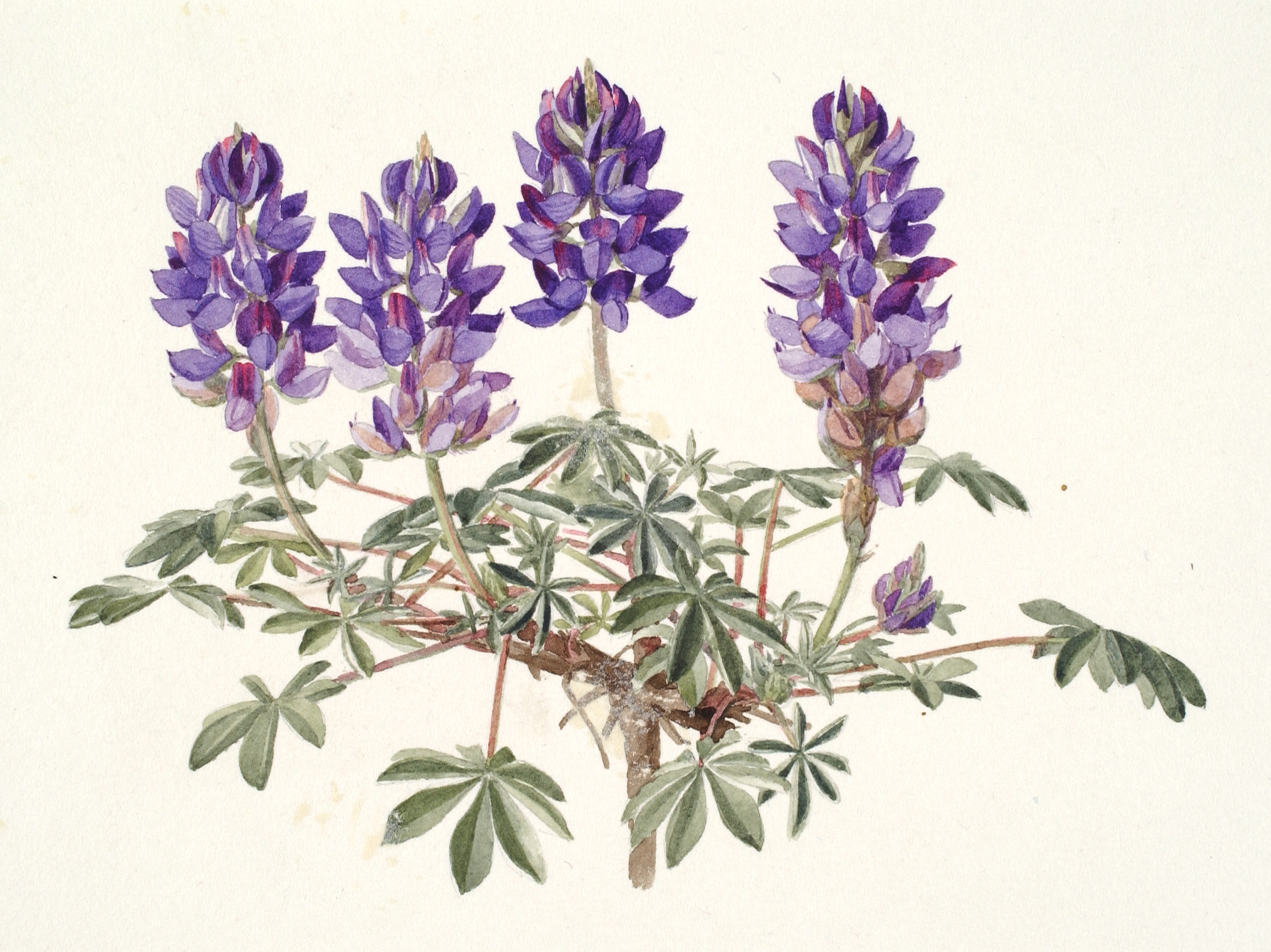
Lupinus minimus, auteur inconnu (Hunt Institute, Carnegie Mellon University), aquarelle, 1902

### Plante emblème

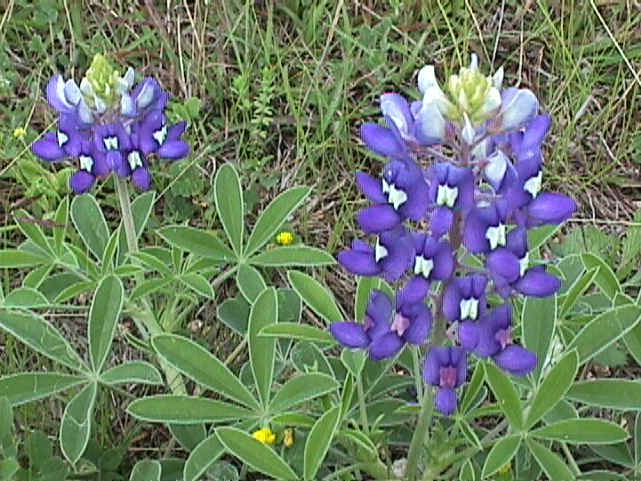
Lupinus texensis, le lupin du Texas est une des espèces appelées Bluebonnet aux États-Unis.

L'emblème floral du Texas est depuis 1901 la fleur de lupin, localement appelée Bluebonnet, terme qui désigne collectivement plusieurs espèces locales de lupins.

### Calendrier
Le 28e jour du mois de thermidor du calendrier républicain / révolutionnaire français est consacré au lupin et dénommé jour du lupin, généralement chaque 15 août du calendrier grégorien.